# Tourisme au Bénin

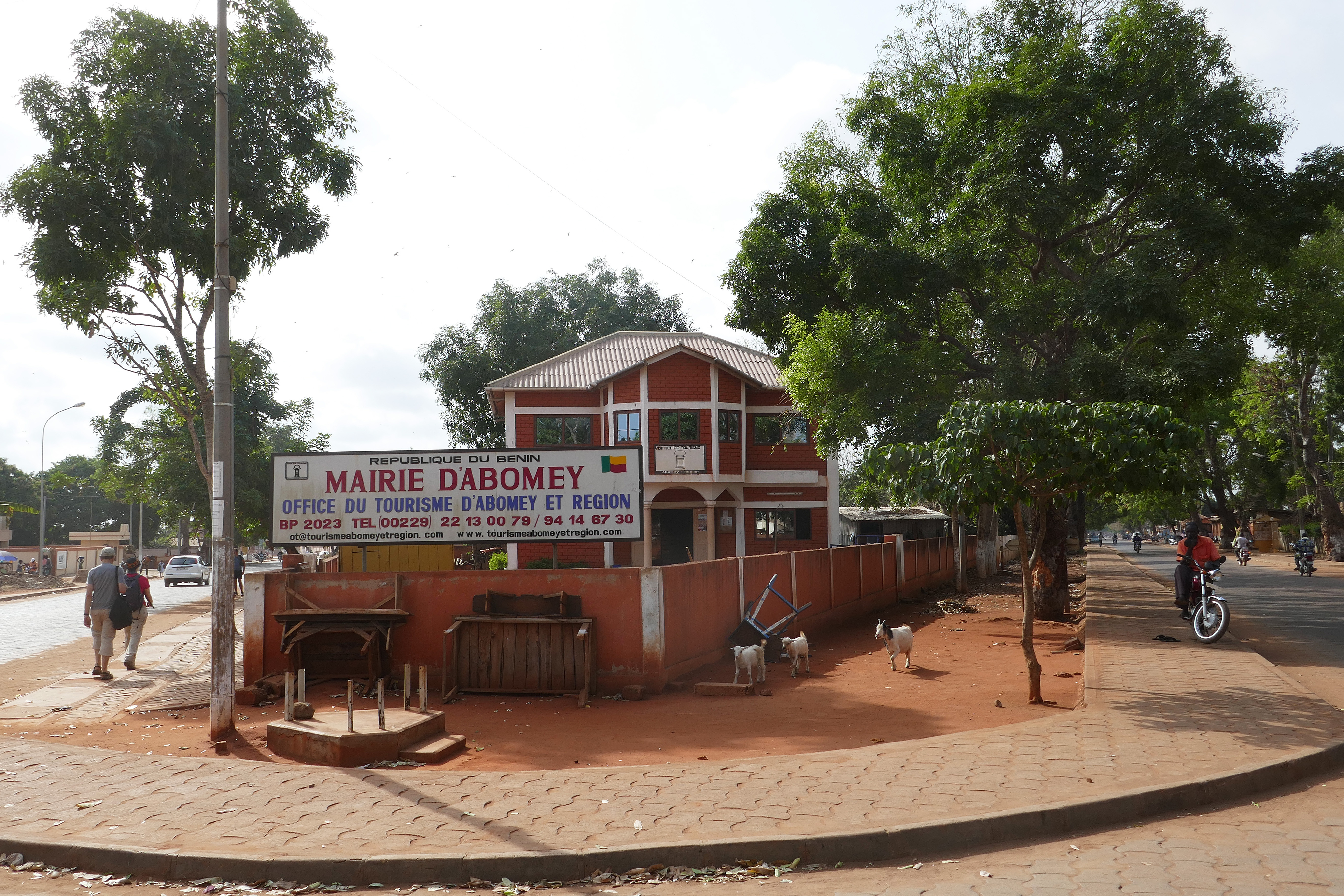
Office du tourisme d'Abomey et région

Le tourisme au Bénin, qui bénéficie d'un important potentiel naturel et culturel, constitue la deuxième source nationale de rentrées de devises et le troisième employeur du pays, après l’agriculture et le commerce, mais a manqué de moyens pour se développer. De nouvelles perspectives se dessinent à partir de 2015, avec le soutien du Groupe de la Banque mondiale et celui du gouvernement, déterminé à faire du tourisme un vecteur de croissance et d’emploi. Le Ministère de la Culture, de l'Artisanat et du Tourisme (MCAT) est son ministère de tutelle.     

## Histoire  et économie

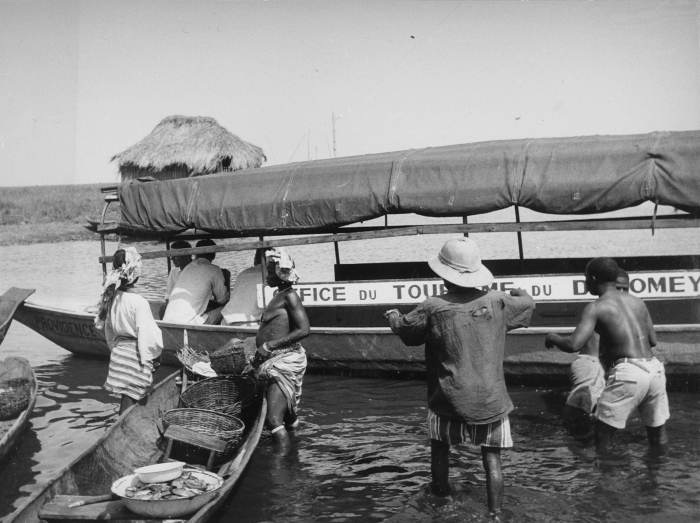
Passagers montant à bord d'un bateau de l'Office du tourisme du Dahomey pour visiter Ganvié (1962)

Dans l'ancien Dahomey, des administrateurs coloniaux avaient déjà remarqué et aménagé sommairement certains sites, tels que Grand-Popo, la Bouche du Roy (embouchure du fleuve Mono) ou Ganvié. Après l'indépendance acquise en 1960 et malgré l'instabilité politique qui s'ensuit, on observe un flux régulier de touristes. Pendant la période dite « révolutionnaire » (1972-1989) du commandant Kérékou, il dépasse légèrement les 40 000 visiteurs par an. À partir de 1974, la gestion en appartient à l'État, à travers l'Office national du tourisme et de l’hôtellerie (ONATHO). Un ministère du tourisme est créé en 1980. Avec l’arrivée au pouvoir du président Nicéphore Soglo en 1991, un programme de promotion du tourisme est lancé. Le nombre de visiteurs dépasse les 100 000 en 1991, puis les 165 000 en 2001. Les années 1990 sont marquées par deux événements très médiatisés sur le plan international, le festival Ouidah 92 en 1993 et le sommet de la Francophonie en 1995.

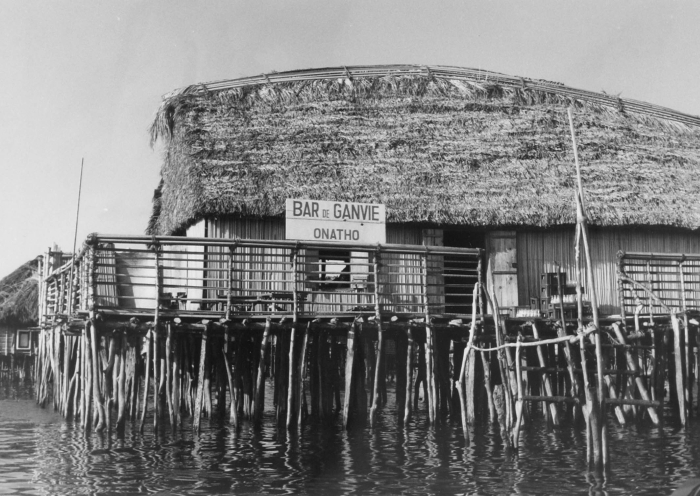
Bar de l'ONATHO à Ganvié (1980)

Si le nombre d'arrivées augmente, il est à noter que la majorité concerne des voyages d'affaires de courte durée, notamment en provenance du continent africain. Le tourisme d’agrément concerne à peine 24 % du total des visiteurs. La plupart arrivent par l'aéroport de Cotonou, sauf ceux qui viennent du nord, par celui de Ouagadougou. Ces touristes choisissent le plus souvent la saison sèche, entre décembre et mars, période d'ouverture des parcs nationaux. Le temps passé au Bénin est bref, les circuits organisés associant souvent plusieurs autres pays d'Afrique de l'Ouest. 
Un nouveau projet très ambitieux apparaît en 2003, relancé en 2014 par le président Thomas Boni Yayi : c'est la « Route des Pêches », soit une piste de 40 kilomètres entre Cotonou et Ouidah, entre la plage et les cocoteraies, avec des villages au milieu de la lagune, un site naturel avec des restaurants et des hôtels. Ce projet, d'un coût total de 1 200 milliards de FCFA, est très controversé par les riverains et les historiens. Le projet prévoit notamment la construction d’hôtels (6 000 chambres), d’ensembles résidentiels (7 000 logements) et de nombreuses infrastructures, avec l'objectif de susciter la création d’environ 23 000 emplois directs (230 000 indirects) et d'accueillir jusqu'à 95 000 visiteurs par jour. Selon les données de l'Organisation mondiale du tourisme (OMT), le Bénin a accueilli 242 000 visiteurs en 2014.
Après son élection en mars 2016, le nouveau président Patrice Talon, déplorant que le Bénin ne tire que 0,7 % de son PIB du secteur du tourisme, lance une nouvelle stratégie stratégie touristique, inspirée par la réussite du Rwanda en la matière. Le projet de la « Route des Pêches », jugé « pharaonique », est abandonné. Sept sites – en particulier Ouidah – sont choisis pour devenir les produits phares de « la destination Bénin ». Le Groupe de la Banque mondiale accorde un crédit d'un montant de 50 millions de dollars pour aider le Bénin à développer sa filière tourisme.

## Différentes facettes

### Écotourisme
Les principaux atouts naturels se trouvent dans le nord du pays, notamment autour de la chaîne de l'Atacora. Outre les sites panoramiques, les chutes, cascades, grottes et piscines naturelles, c'est une région de grande faune avec le parc national de la Pendjari, qui permet l'observation de grands animaux : éléphants, buffles d'Afrique, hippopotames, lions. Cependant le parc national du W du Niger, un parc transfrontalier plus étendu, très riche en faune, est « formellement déconseillé » (en 2017) par les autorités françaises en raison des problèmes d'insécurité dans le Sahel.

C'est une région propice au tourisme de randonnée et à la découverte de la nature.
Avec un climat subéquatorial, la côte atlantique au sud présente d'autres paysages, une végétation plus luxuriante, des lacs, des lagunes, des mangroves, l'embouchure du Mono, des plages bordées de cocotiers.

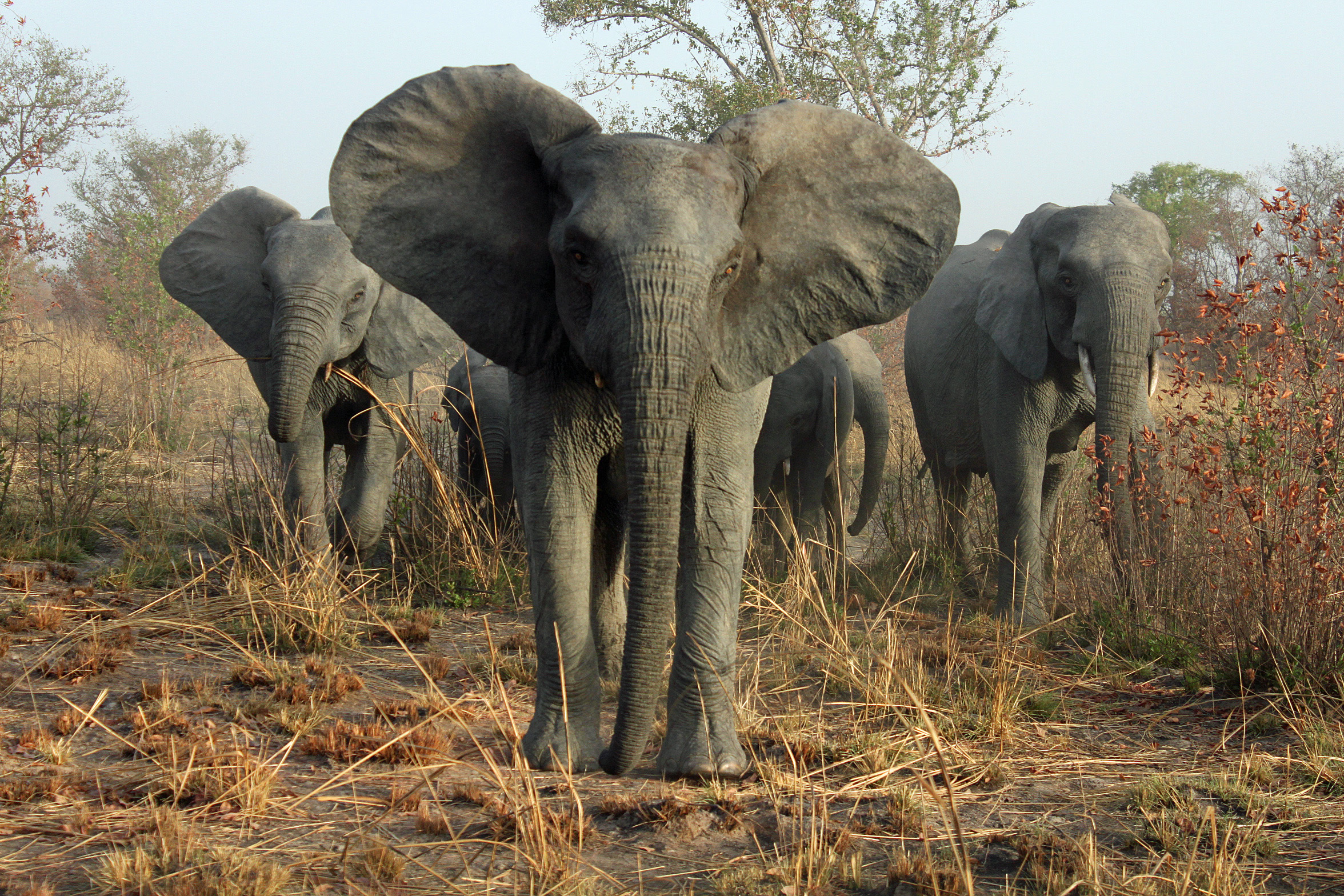
Éléphants au Parc national de la Pendjari
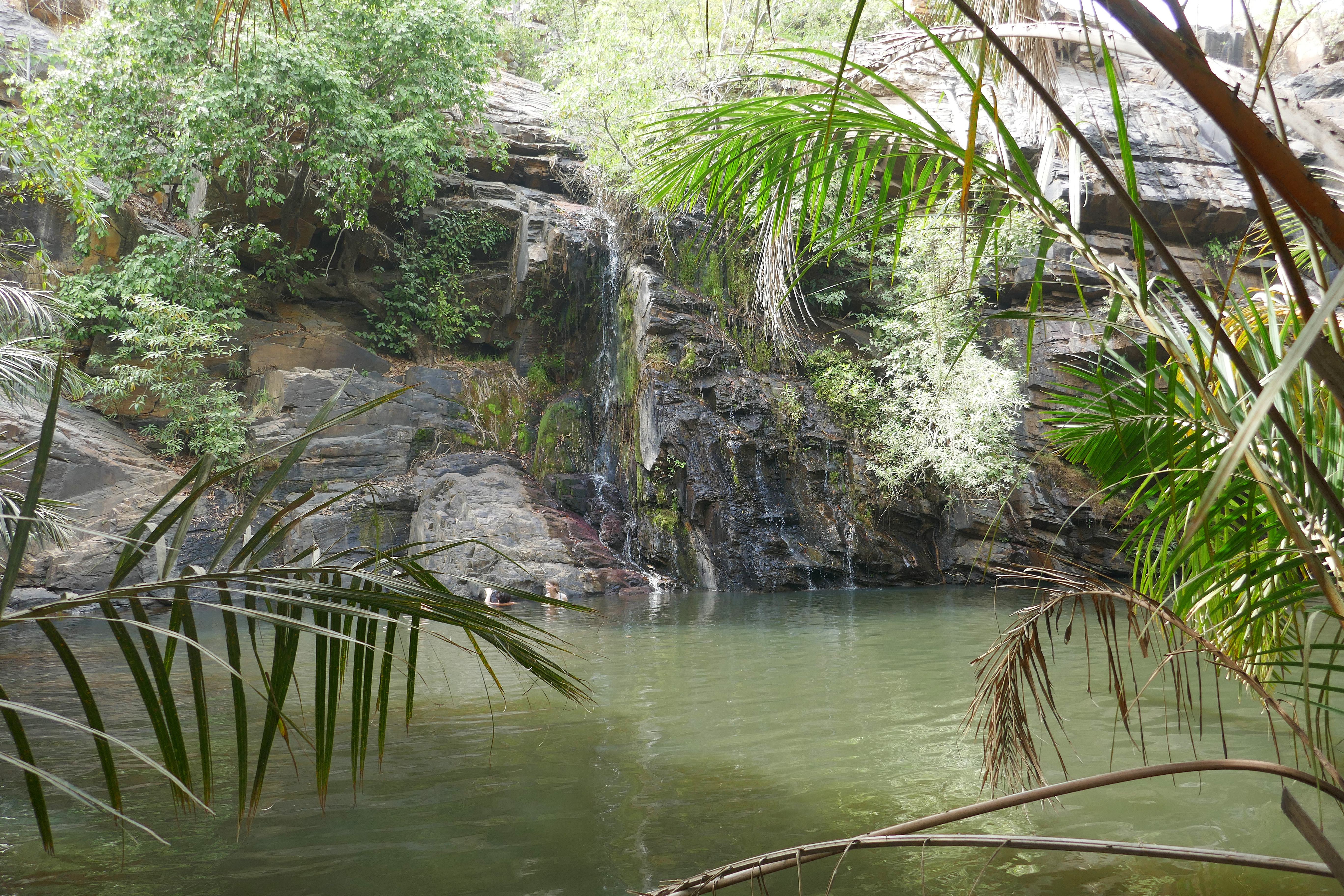
Baignade aux chutes de Kota
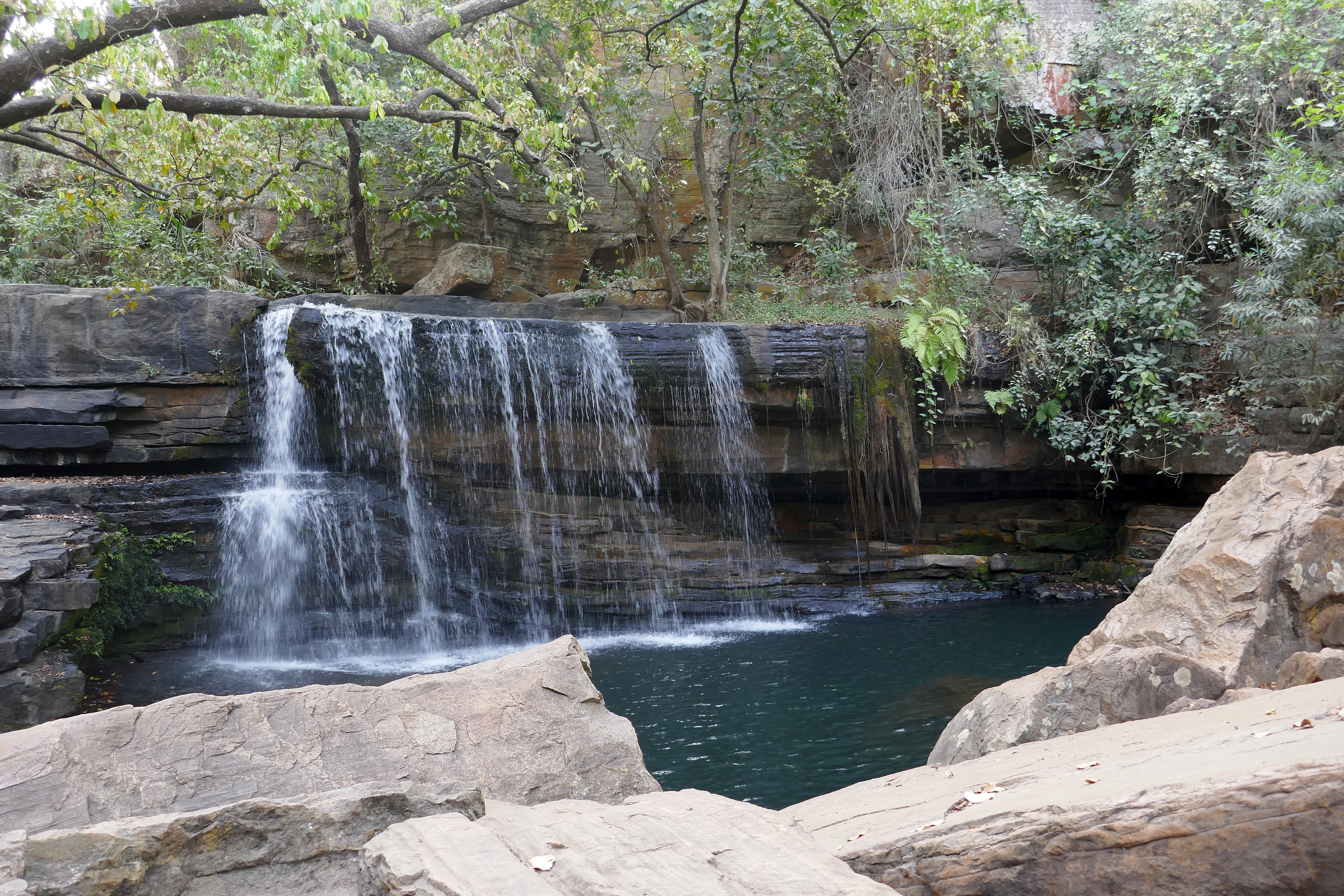
Chutes de Tanougou
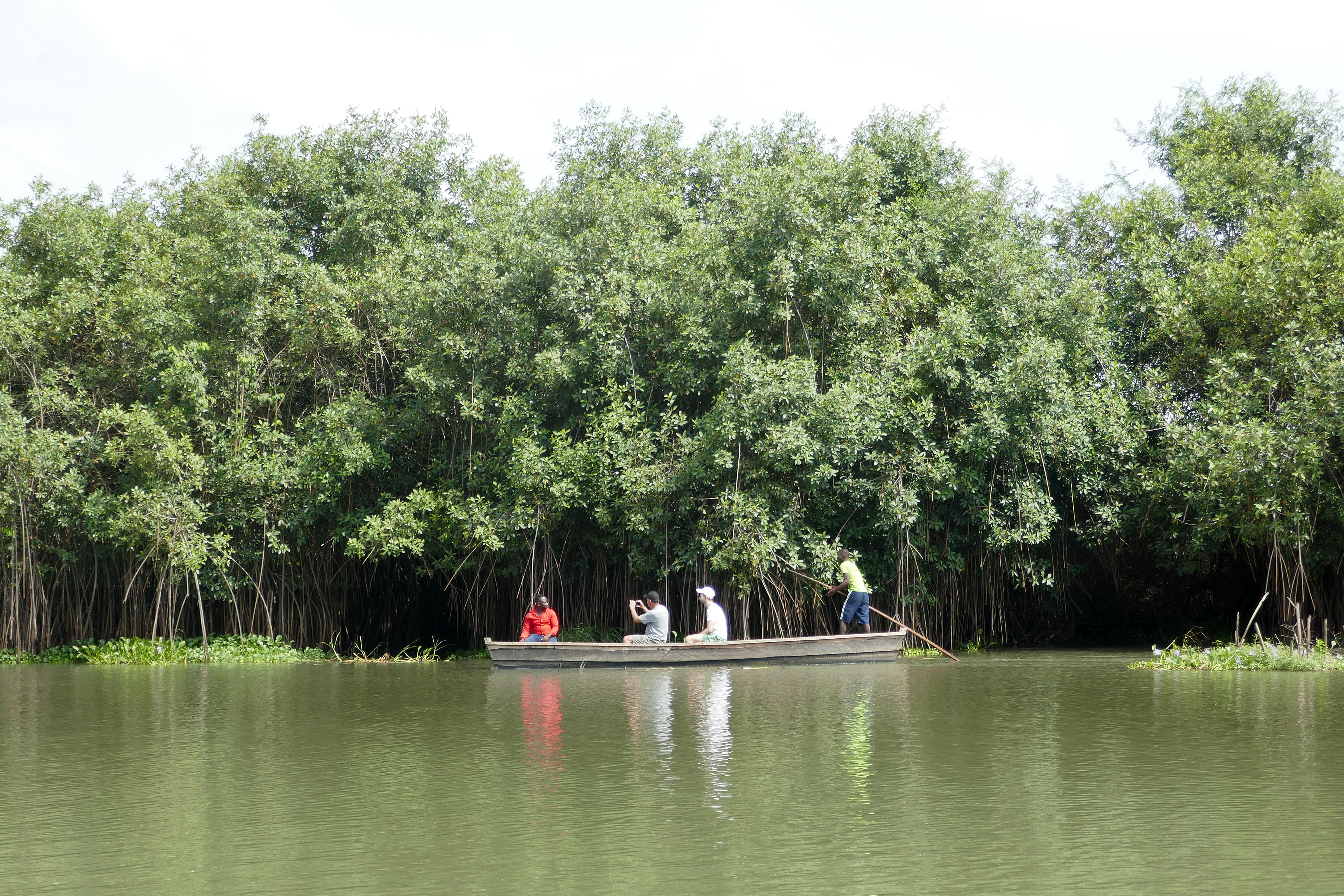
Découverte des mangroves du Mono

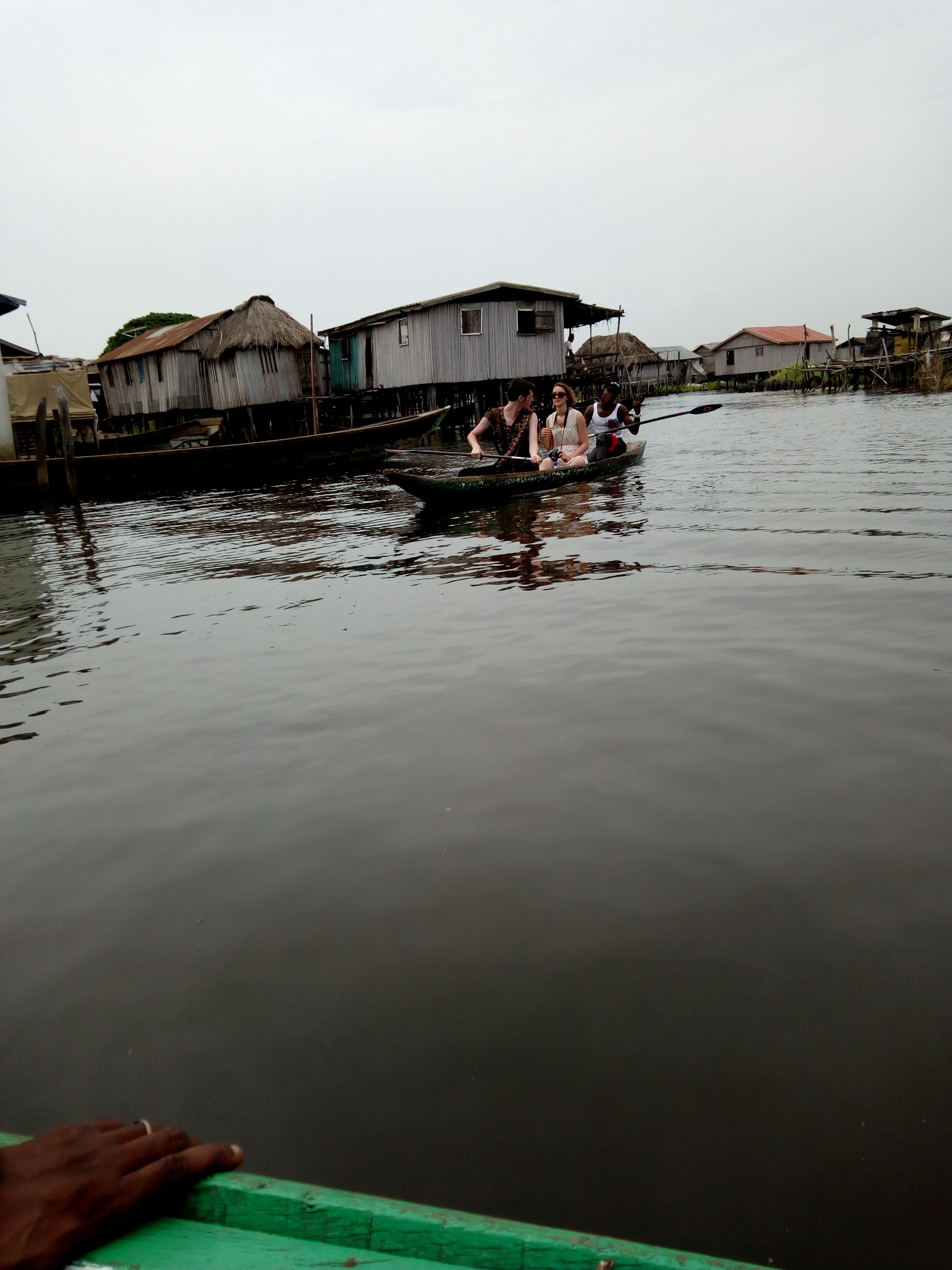
À la découverte du Ganvié.

Des expériences de tourisme solidaire sont menées au Bénin, comme dans les pays voisins, mais soulèvent aussi beaucoup de questions. Le Musée des sciences naturelles de Cotonou œuvre dans ledit secteur.

### Tourisme cynégétique
Les zones de chasse sont situées dans le nord, principalement en bordure de la Réserve de biosphère de la Pendjari, soit à proximité du parc national lui-même. La période de chasse commence en décembre et finit en mai. Des réserves villageoises de chasse autogérées (REVICA) créées dans les villages environnants assurent leur surveillance et leur aménagement et y organisent des safaris de petite chasse. Des safaris de grande chasse sont organisés par les professionnels privés qui proposent généralement des prises en charge complètes, depuis l'aéroport jusqu'à une première préparation des trophées. Certains animaux sont protégés, tels que l'éléphant, le léopard, le guépard ou le crocodile, mais le lion, le buffle, l'hippotrague, le waterbuck, le bubale major, le guib harnaché ou le phacochère peuvent être chassés.

### Tourisme balnéaire
Doté d'un climat chaud, avec une amplitude thermique réduite, le Bénin dispose d'environ 120 kilomètres de côtes en bordure de l'océan Atlantique, dont une quarantaine de kilomètres de plages de sable fin souvent bordées de cocotiers. Les plus prisées sont celles de Cotonou (Fidjrossè), Grand-Popo et Ouidah (Djegbadji). Ces stations balnéaires sont proches à la fois de l'aéroport international et de nombre de sites touristiques. 
Cependant le littoral est menacé d'érosion en de multiples endroitset la mer est parfois dangereuse du fait des courants d'arrachement. Quelques spots de surf, à Cotonou (La Méduse) et Ouidah, jouissent pourtant d'une certaine notoriété auprès des connaisseurs.

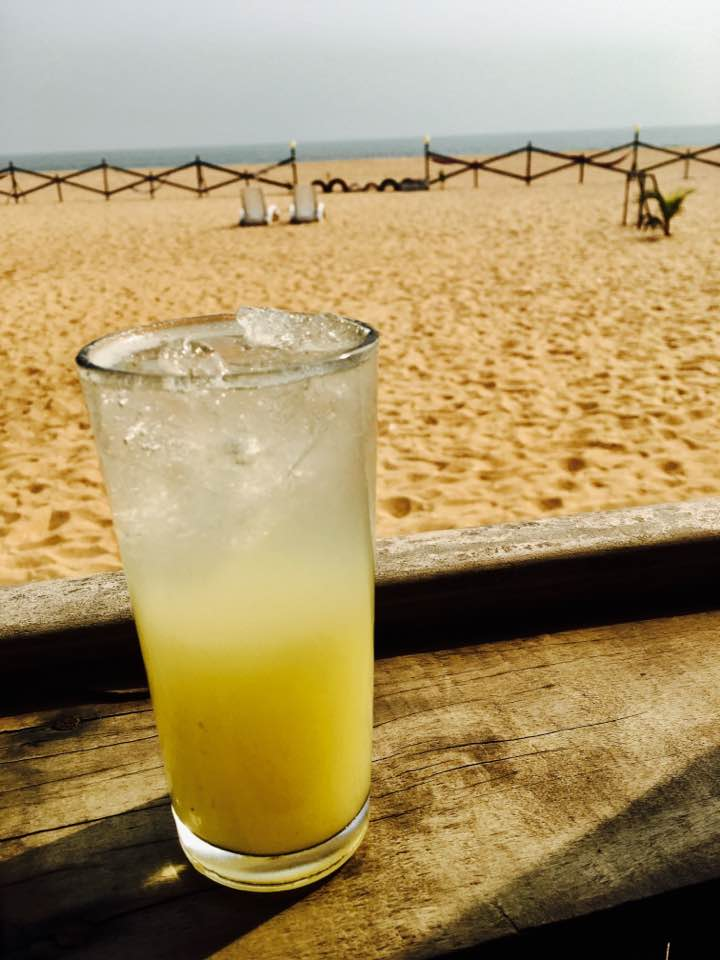
Jus d'ananas sur une plage de Cotonou
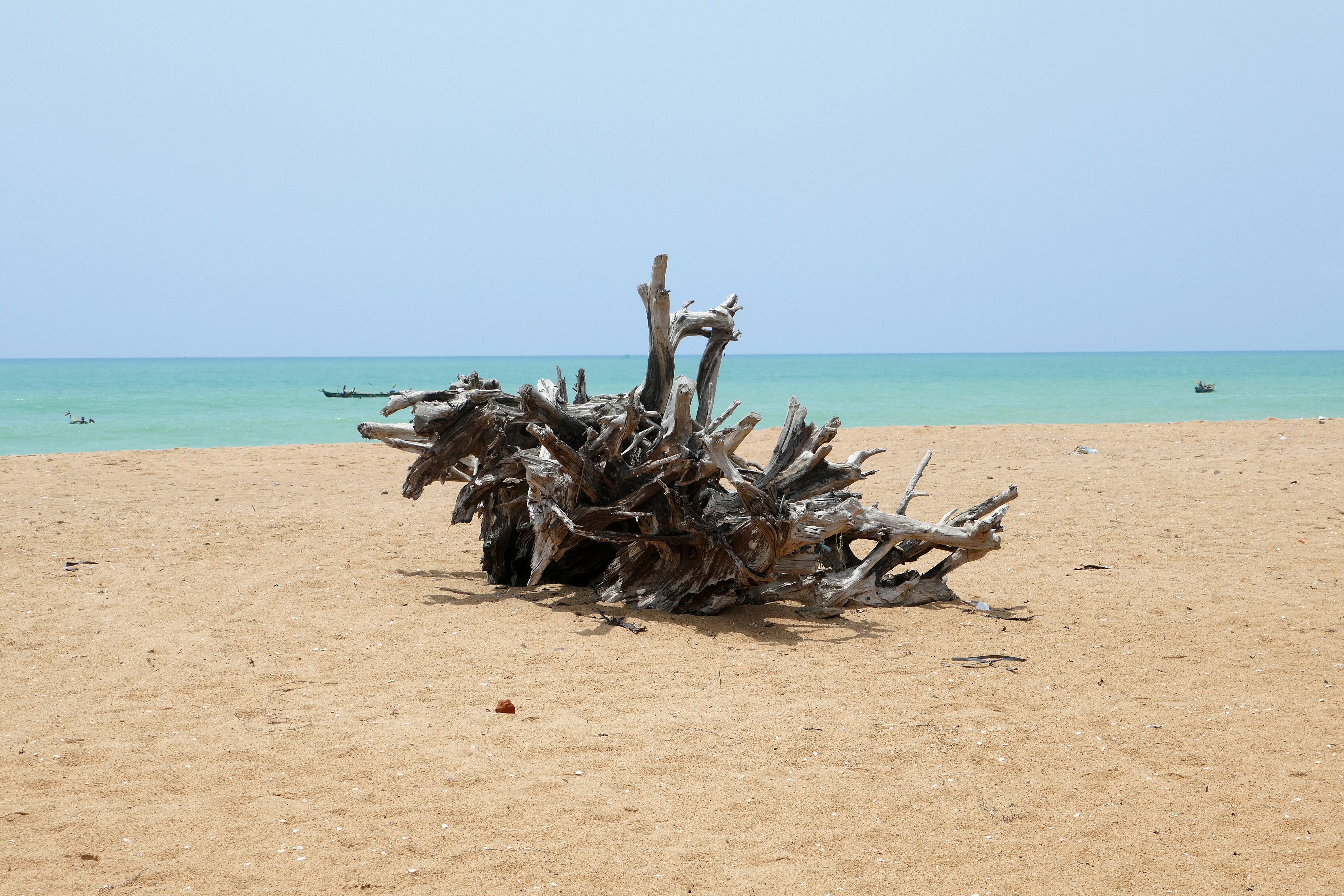
Grand-Popo
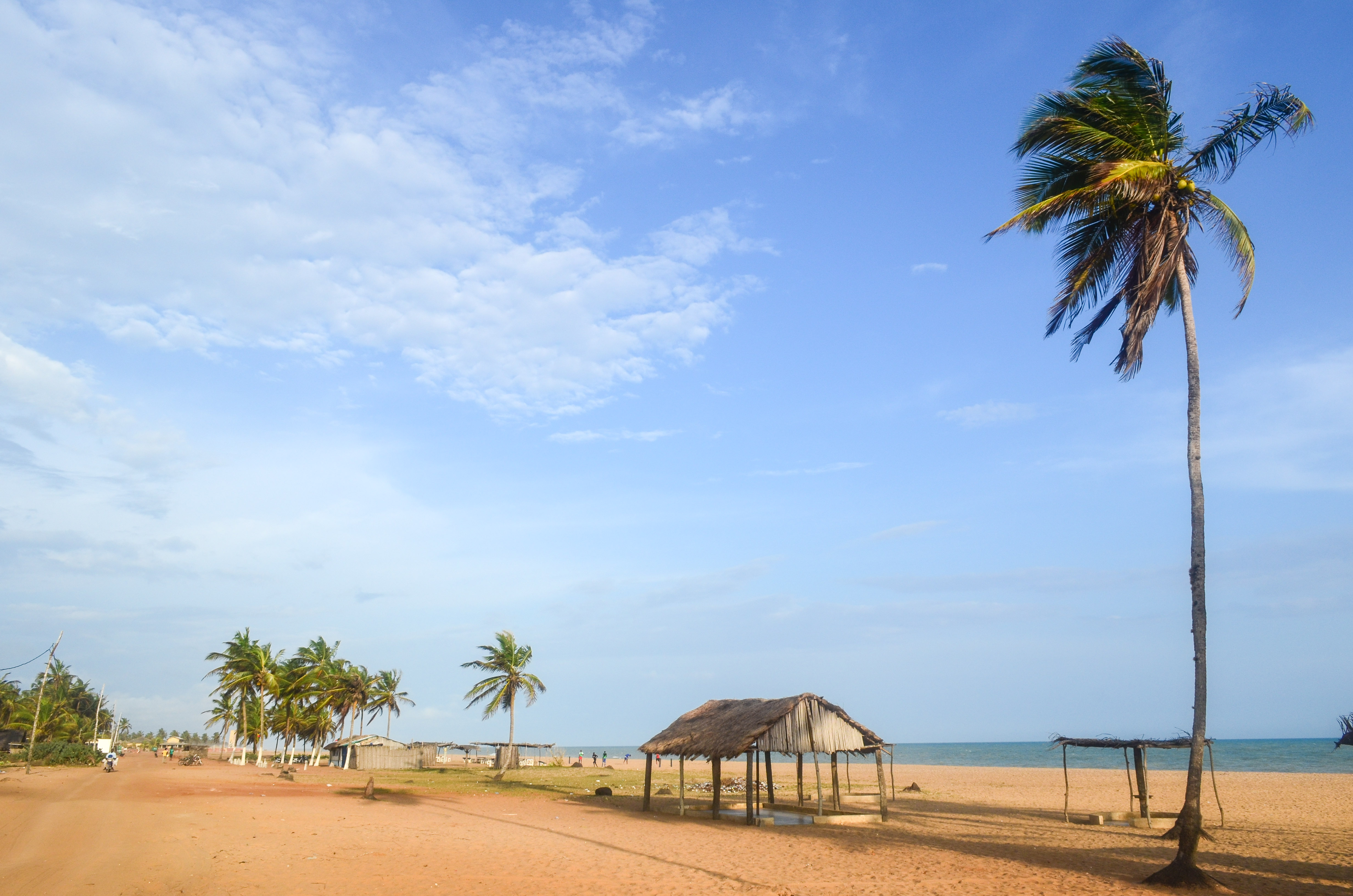
Ouidah
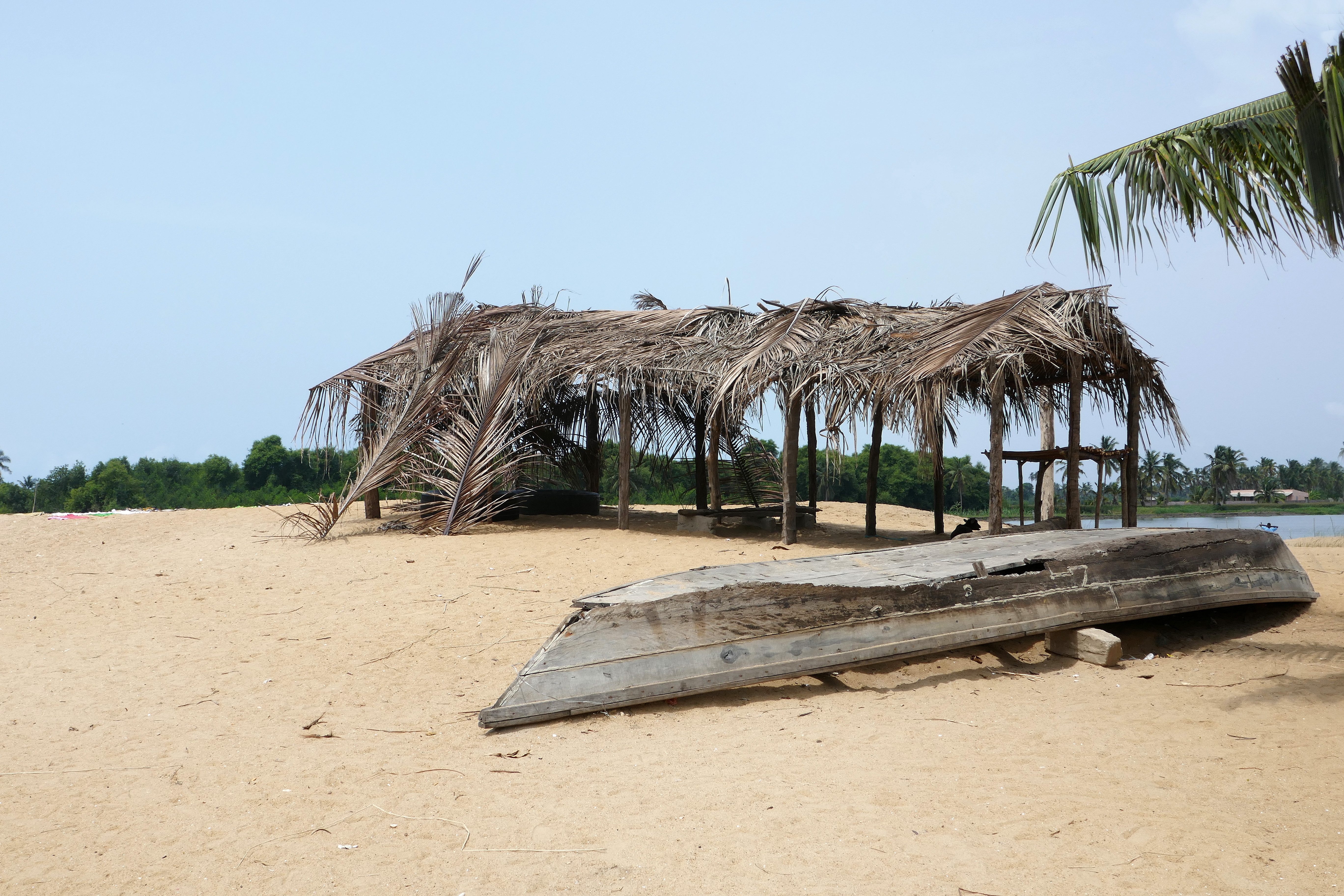
Rive du Mono à Hévé
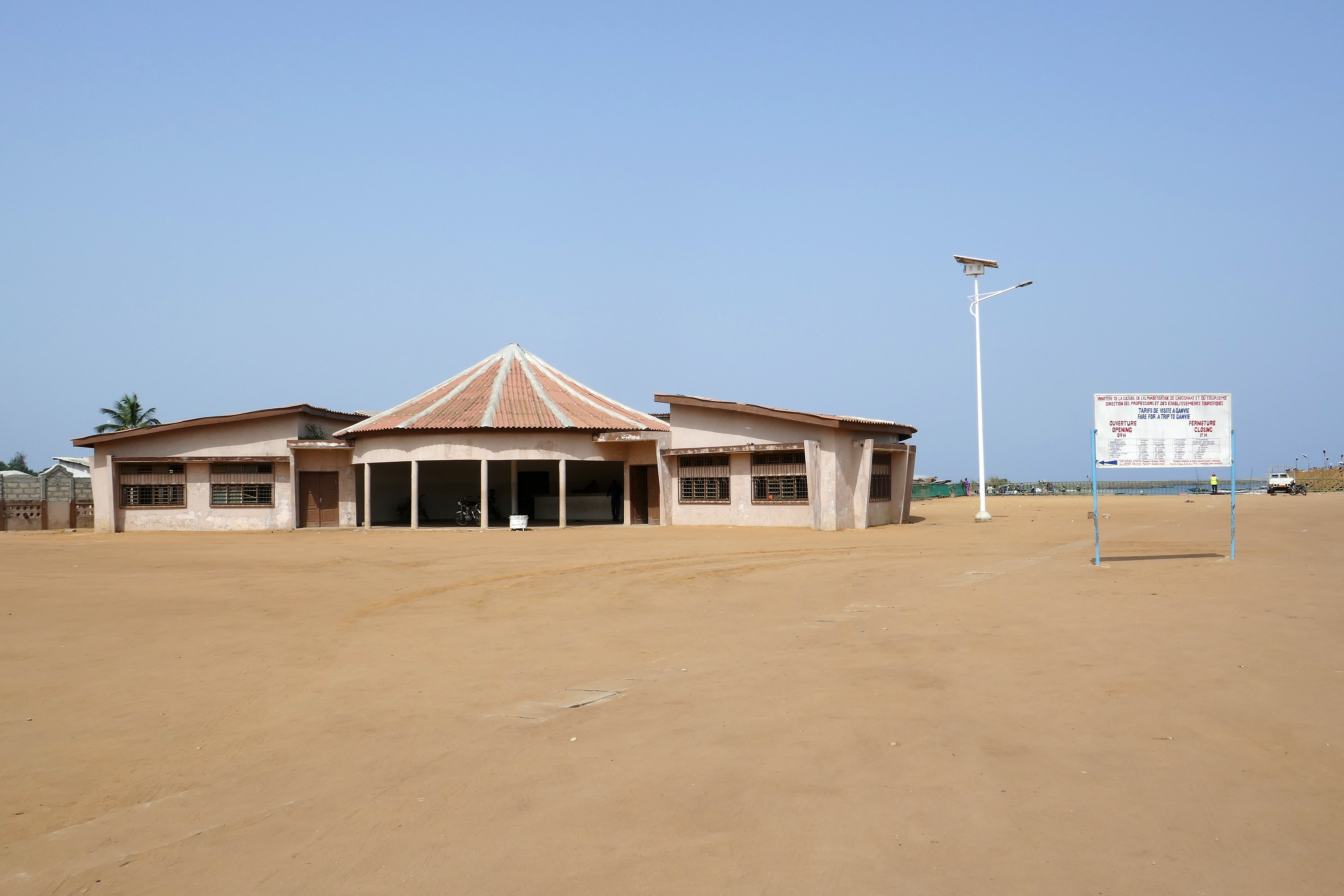
Embarcadère pour Ganvié

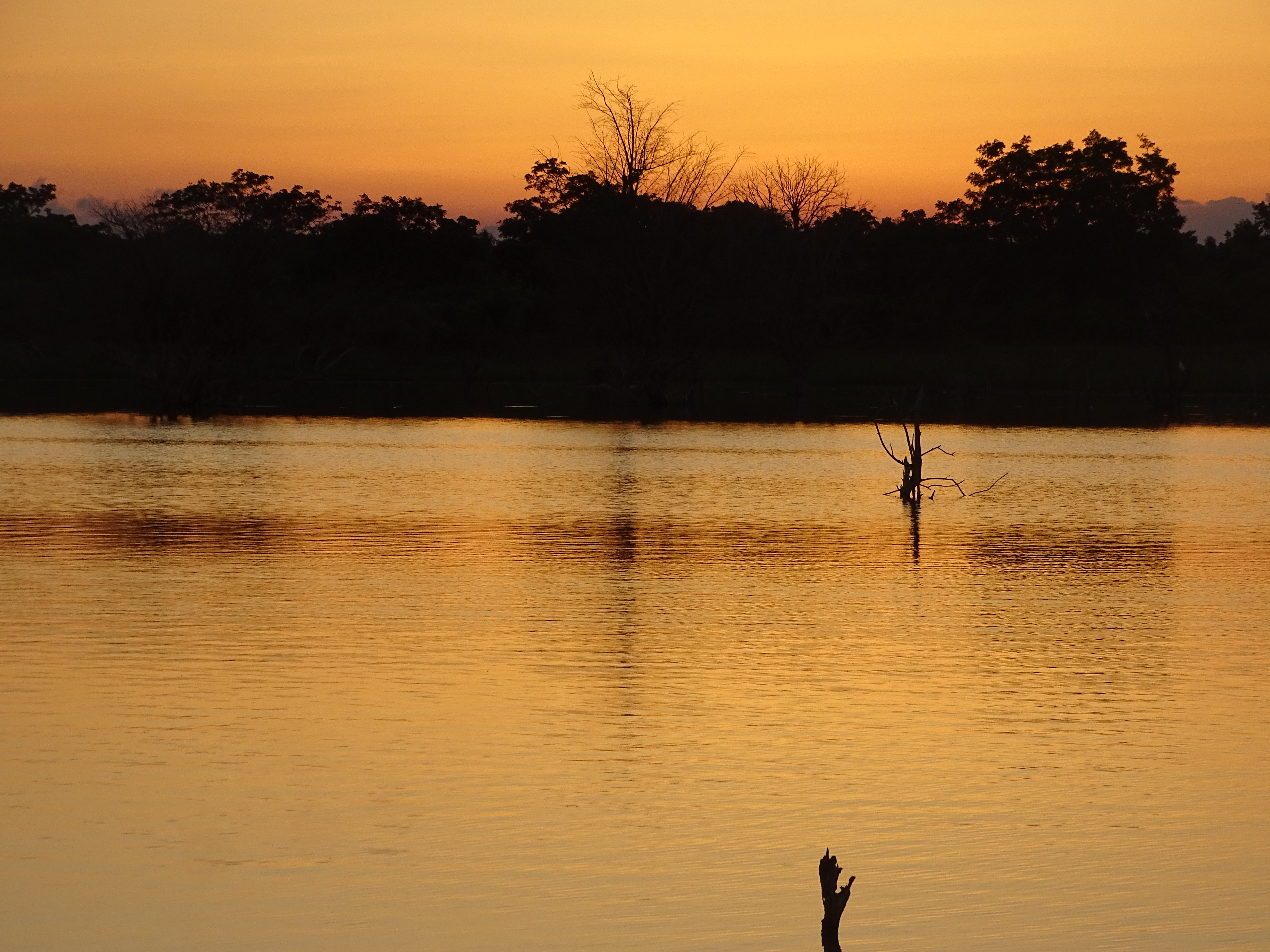
Coucher du soleil
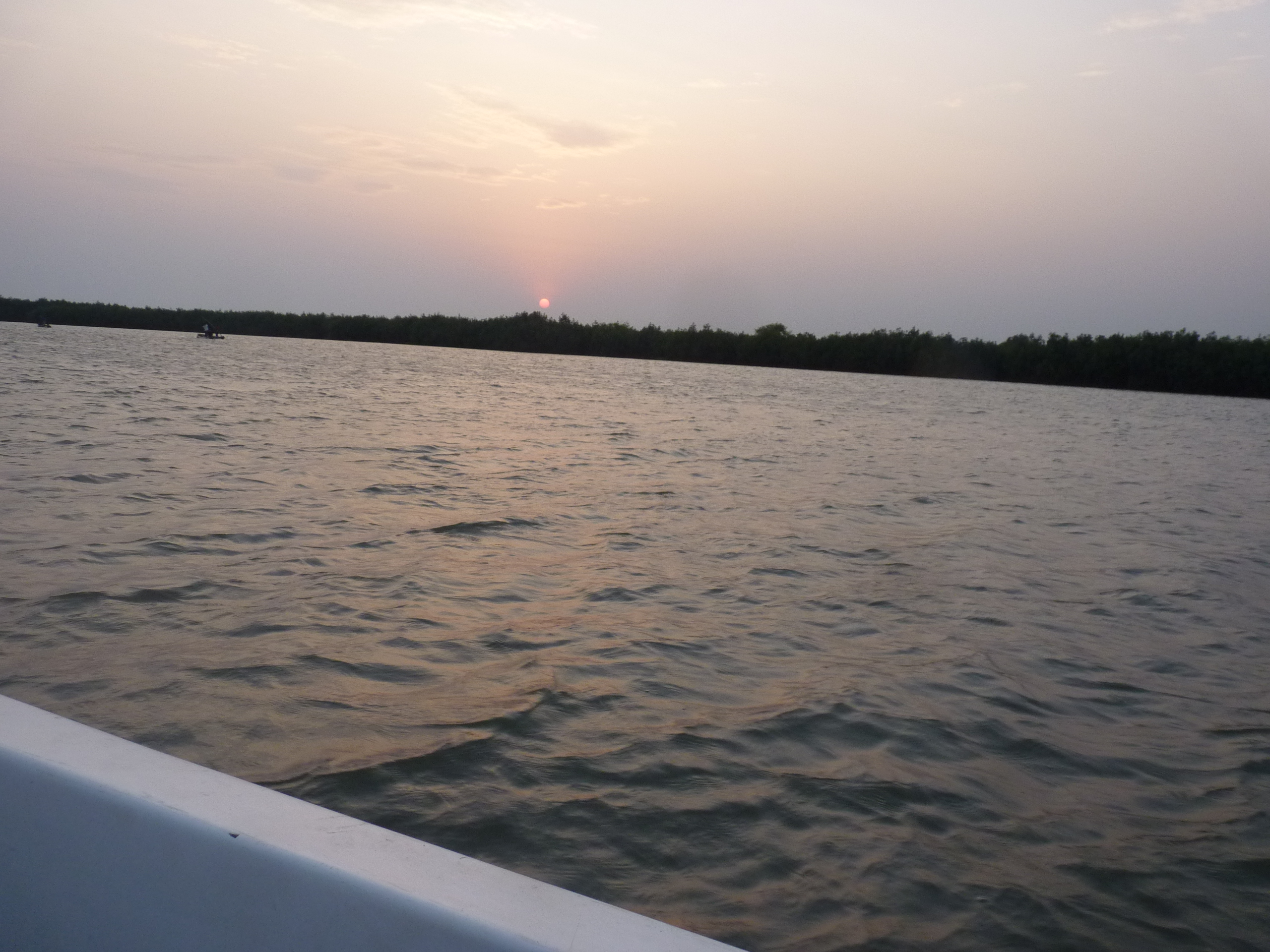
Crépuscule à Granp-Popo.

### Tourisme lacustre
Surnommée la « Venise de l'Afrique », la cité lacustre de Ganvié, sur le lac Nokoué, constitue la première destination touristique du pays et attire chaque année des milliers de visiteurs. Dans le cadre du projet « Réinventer la cité lacustre de Ganvié » – l'un des axes prioritaires de la nouvelle politique en matière de tourisme –, un important processus de réhabilitation et de rénovation devrait permettre d'obtenir l'inscription de la localité sur la liste du patrimoine mondial de l'UNESCO, alors qu'elle ne figure pour le moment que sur la liste indicative (1996).

 
D'autres localités relèvent de l'habitat lacustre au Bas-Bénin, dans les marais de la Sô et de l'Ouémé, par exemple à Sô-Ava, Sô-Tchanhoué, Sô-Zouko, Vekky ou aux Aguégués, mais ces sites sont moins fréquentés.

Ganvié
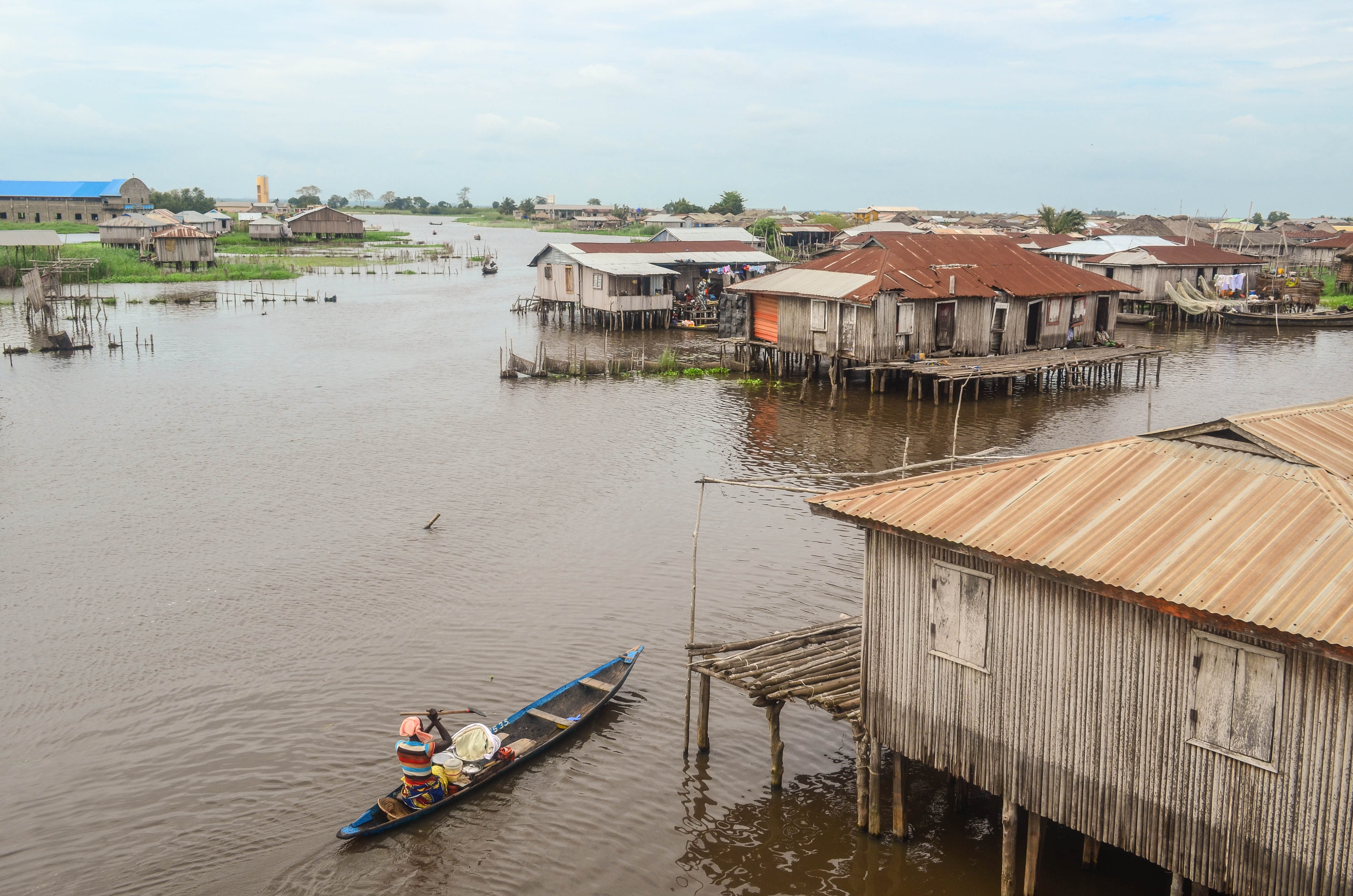
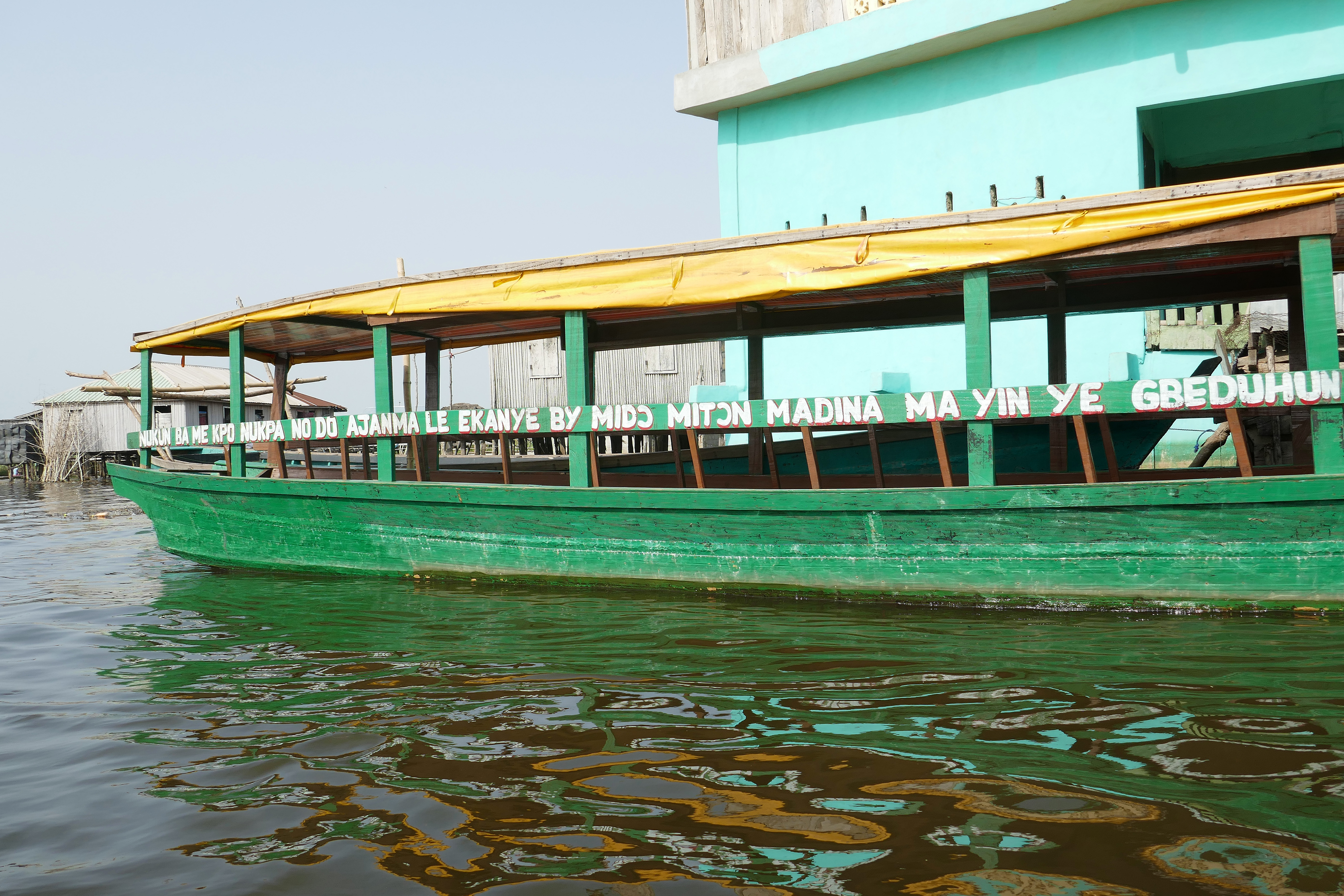
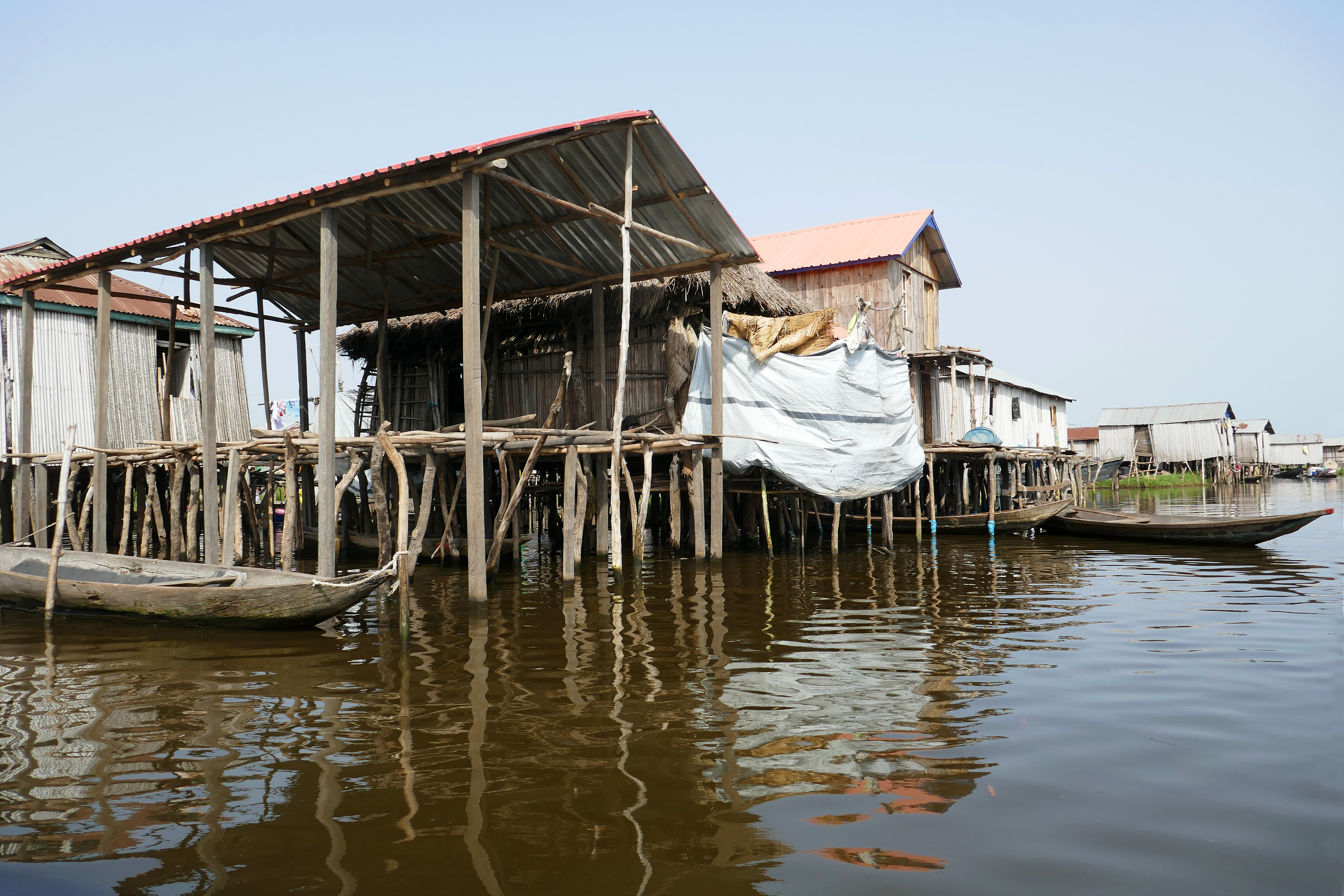
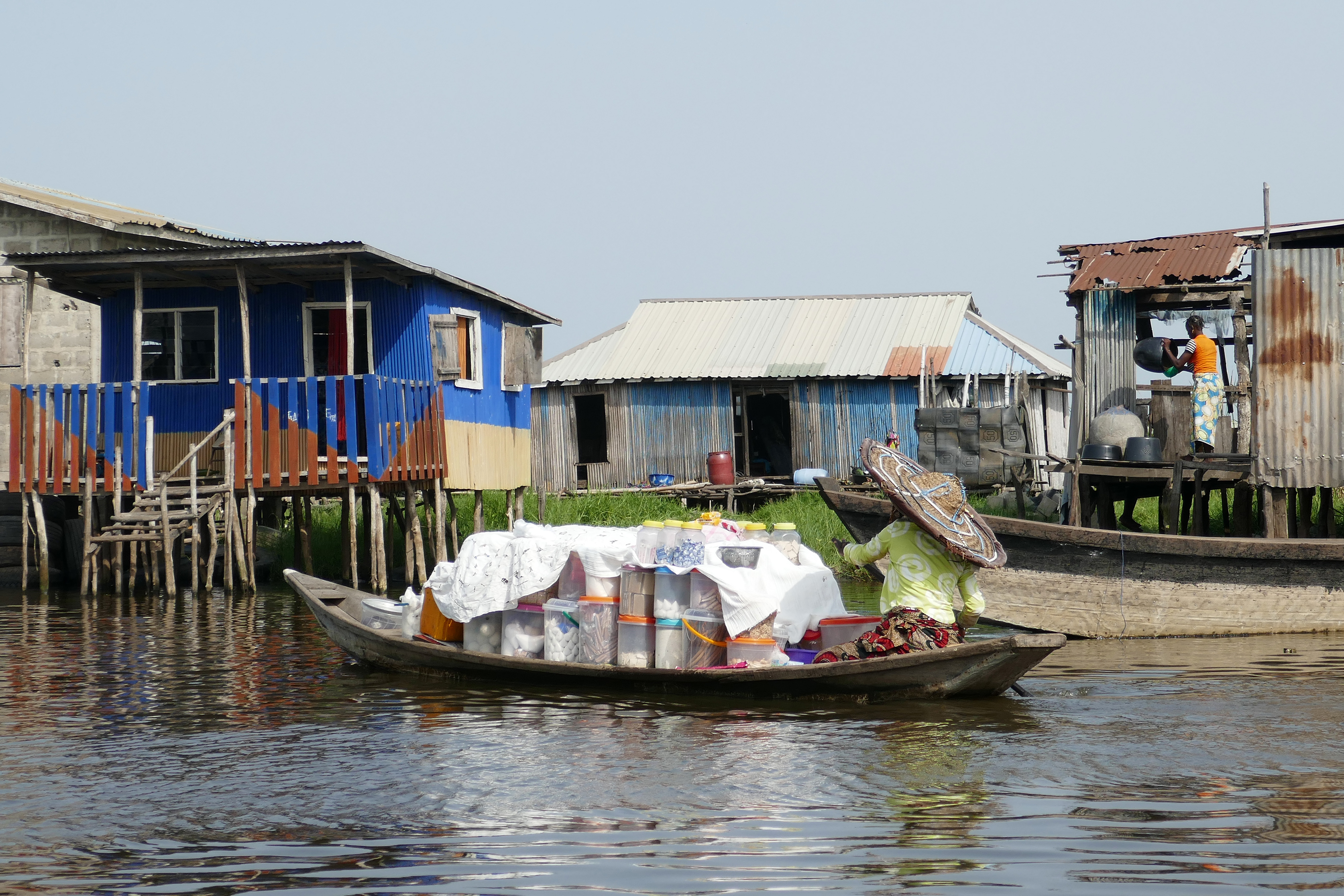

### Tourisme culturel

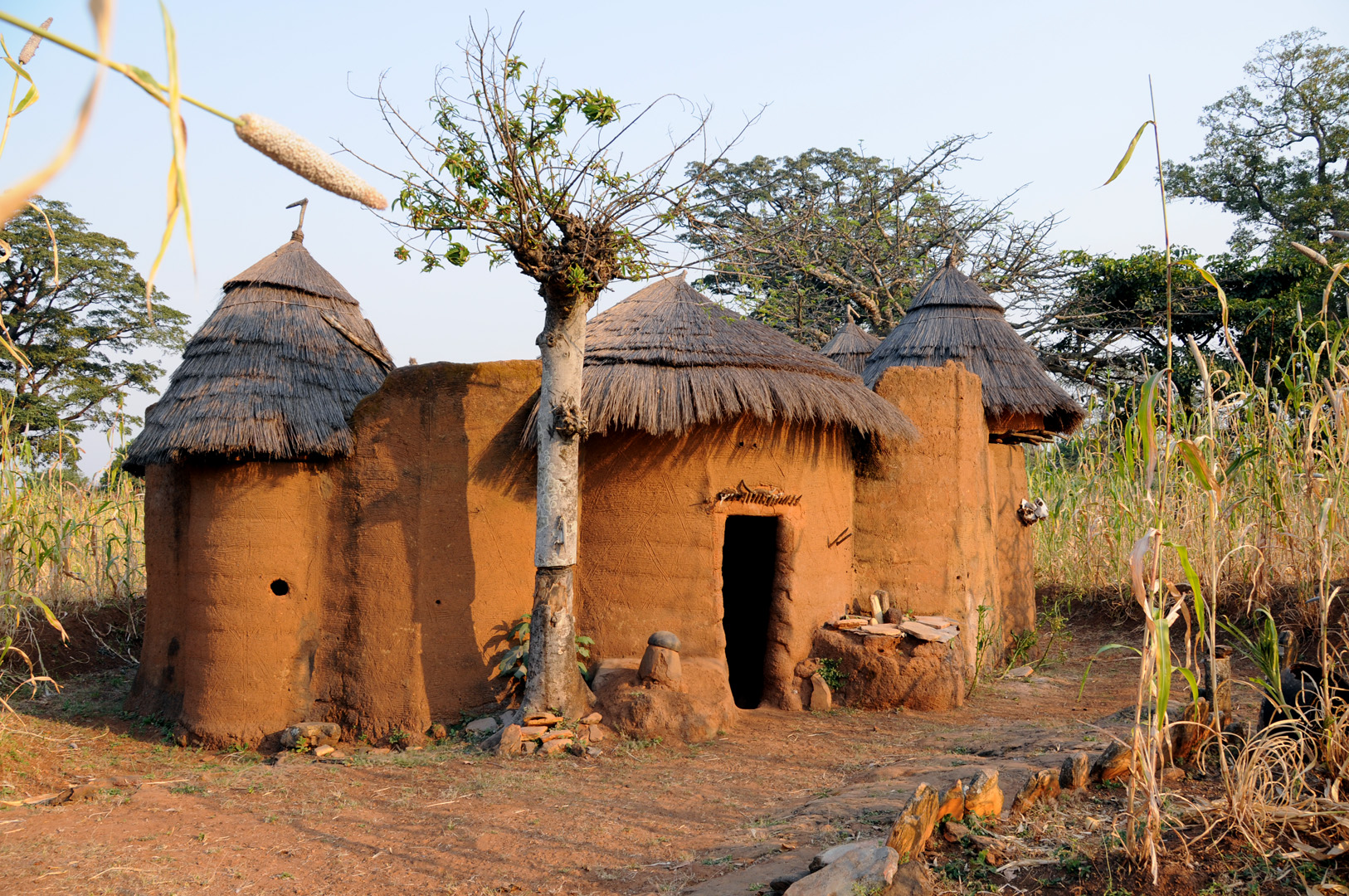
Une takyènta (ou tata somba)

Petit pays, le Bénin détient un important patrimoine architectural précolonial, qui s'inscrit pour l'essentiel dans le triangle Abomey-Ouidah-Porto-Novo, trois villes fortement impliquées dans le commerce des esclaves. Sur 47 hectares, les palais des anciens rois d'Abomey – constitués en musée historique d'Abomey et inscrits sur la liste du patrimoine mondial en 1985 – constituent le fleuron de cet ensemble.
Outre ceux d'Abomey et de Ouidah, d'autres musées permettent au visiteur de mieux comprendre le pays et son histoire : le Musée ethnographique Alexandre Sènou Adandé, le Musée Honmè et le Musée da Silva des arts et de la culture afro-brésilienne, tous trois à Porto-Novo ; le Musée régional de Natitingou, le Musée ethnographique et de plein air de Parakou, pour ne citer que les plus fréquentés.

En 2013, la Fondation Zinsou ouvre un musée d'art contemporain africain à Ouidah, le premier du continent.

Pour former les professionnels de la conservation et de la mise en valeur du patrimoine culturel, l'École du patrimoine africain (EPA) est créée à Porto-Novo en 1998.
L'intérêt pour l'architecture rejoint celui pour les différents peuples du Bénin, leur vie quotidienne et leurs pratiques culturelles  : dans la chaîne de l'Atacora, la takyènta (connue sous le nom de « tata somba ») des Batammariba ou la case ronde à toit conique des Tanéka ; dans la lagune, l'habitat sur pilotis des Tofinu. Entre découverte de l'altérité et « aventures à Anthropollywood », la porte est étroite pour les voyageurs, les sociétés locales et les professionnels du tourisme.

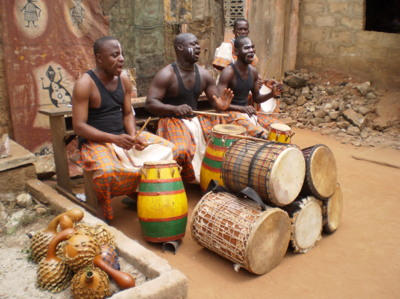
Danse, Musique, Culture.....

### Tourisme de mémoire
En 1994 à Ouidah, l'UNESCO lance, sur l'initiative d'Haïti, le projet de « La Route de l'esclave : résistance, liberté, héritage », ouvrant aussi la voie à un tourisme mémoriel très prometteur.
Alors que le Sénégal tire très tôt profit de la notoriété de l'île de Gorée où 500 personnes visitent chaque jour la Maison des Esclaves, que les sites historiques de la côte ghanéenne bénéficient également de la visite du président Obama en 2009 et que le Cameroun cherche à son tour à promouvoir l'ancien port négrier de Bimbia, le Bénin fonde de grands espoirs sur la mise en valeur de Ouidah, qui a vu partir pour les Amériques plus d’un million d’esclaves pendant trois siècles, mais ne bénéficie pour le moment que d'une inscription sur la liste indicative de l'UNESCO .
Mis en place en 1992, un balisage ostensible désigne au visiteur les lieux qui furent, d'une manière ou d'une autre, « les théâtres et les témoins de la pratique de l'esclavage à Ouidah », tels que la Place des Enchères (ou Place Chacha), l'Arbre de l'Oubli, le Mémorial de Zoungbodji et surtout la Porte du Non-Retour, face à l'Océan.
Le Musée d'histoire de Ouidah, aménagé dans l'enceinte du fort portugais de São-Jão-Batista-de-Ajuda, permet de compléter ce parcours.

Lieux de mémoire à Ouidah
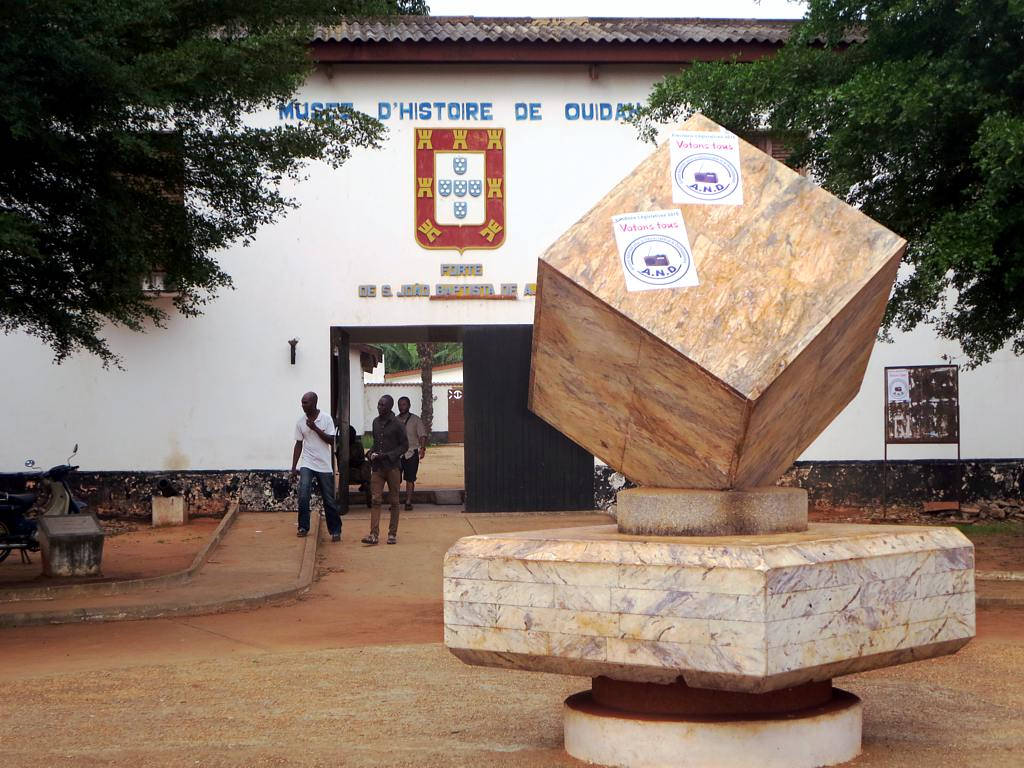
Musée d'histoire
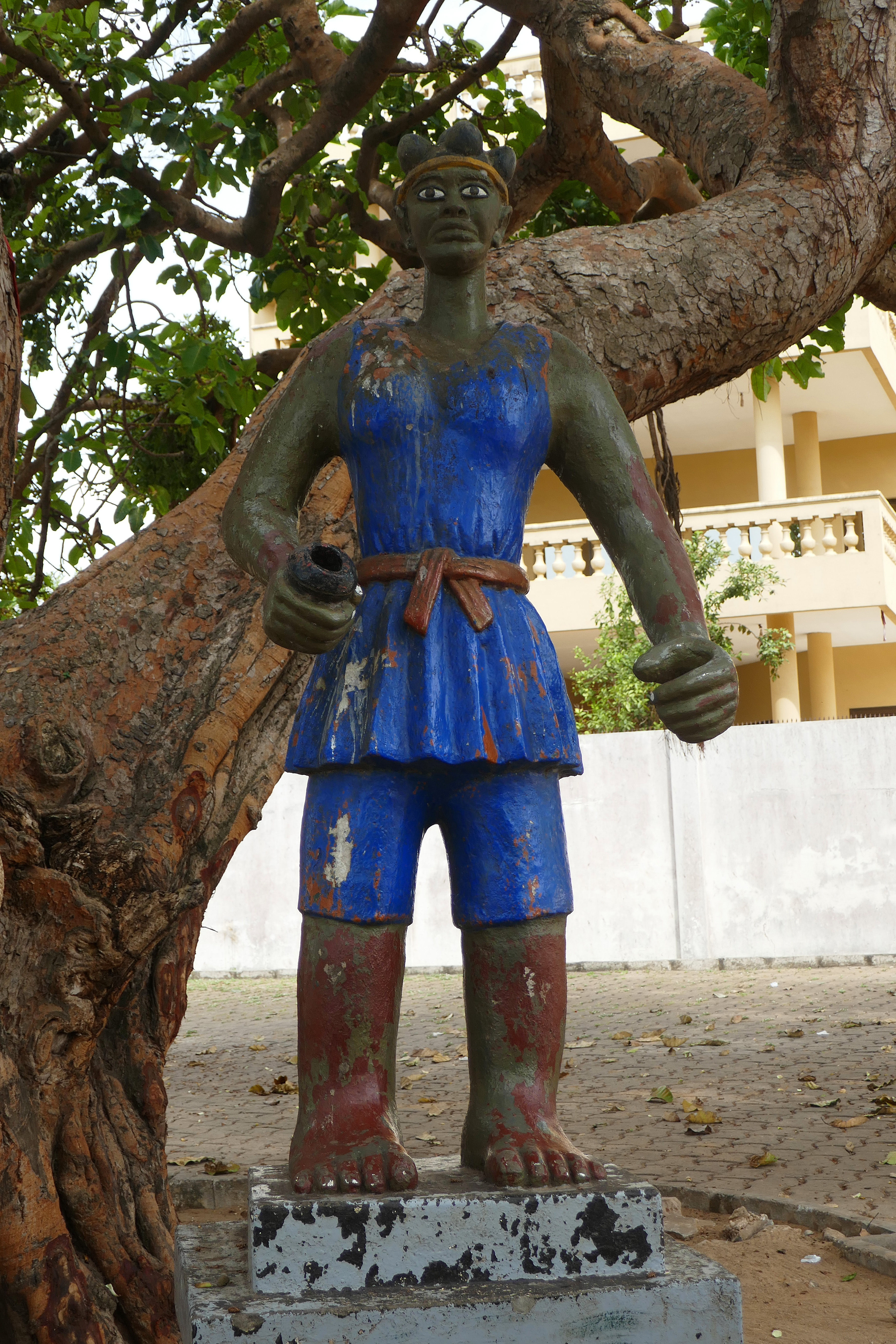
Place Chacha
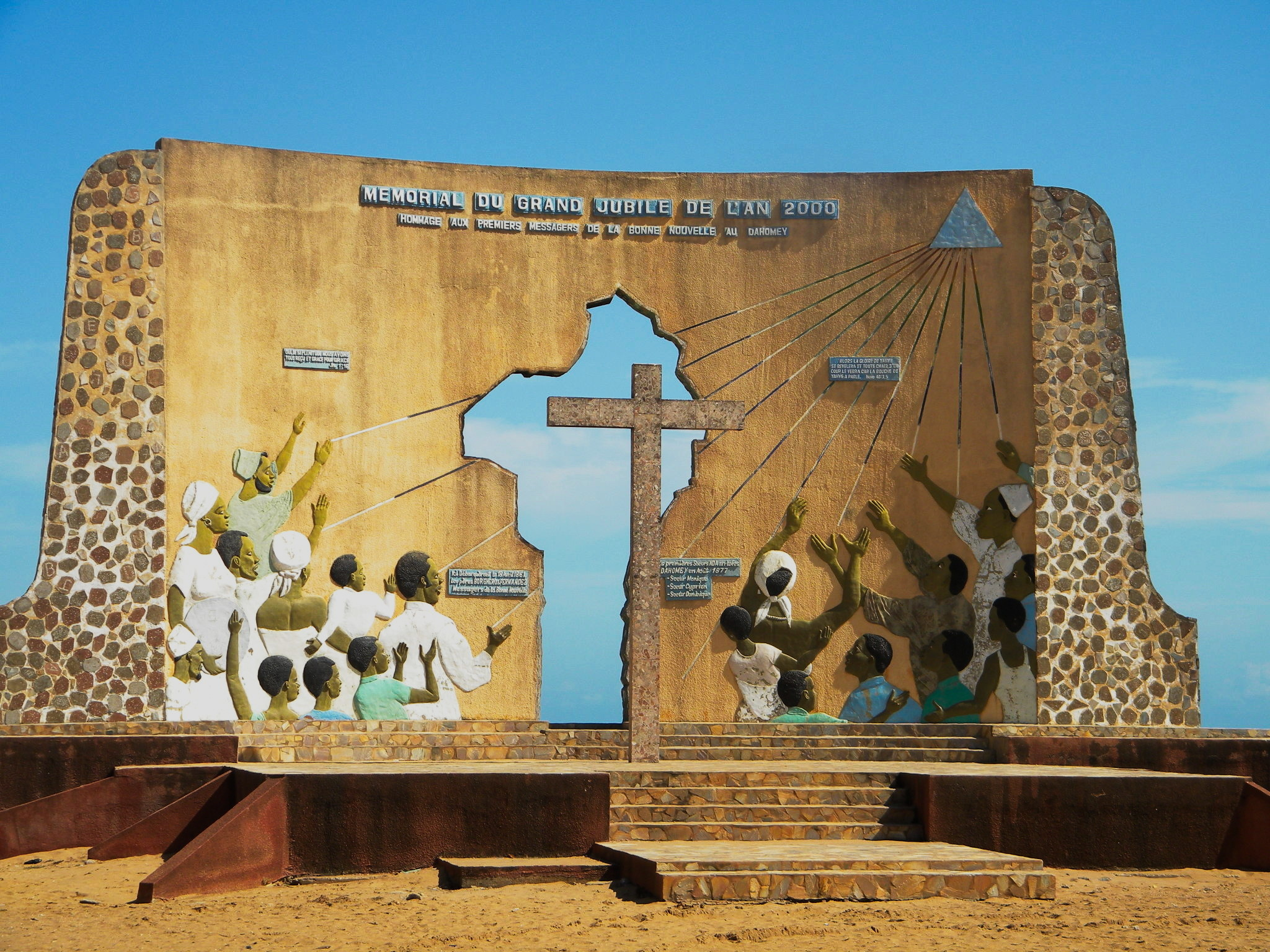
Mémorial du Grand Jubilé de l'an 2000
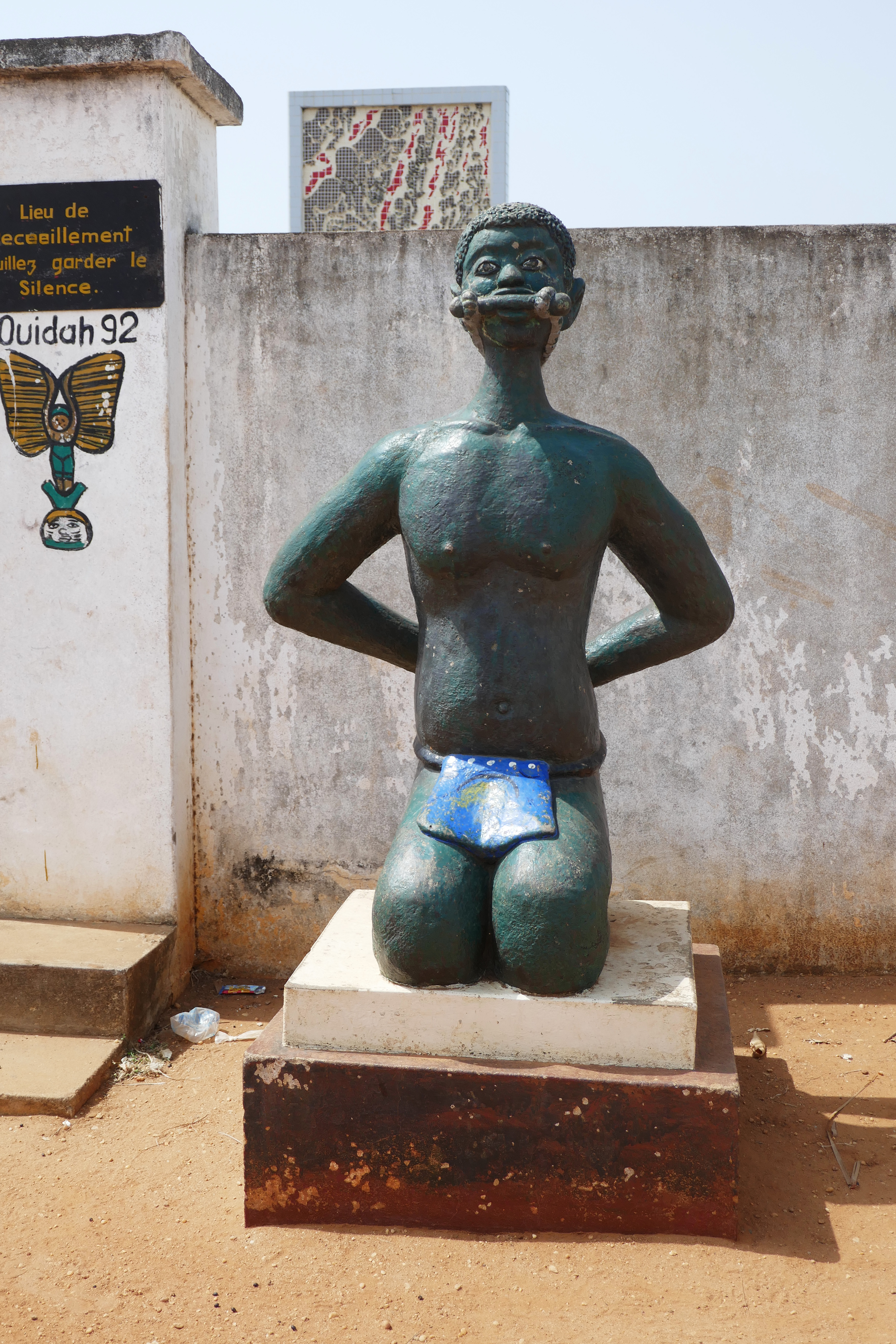
Mémorial Zoungbodji

### Tourisme religieux

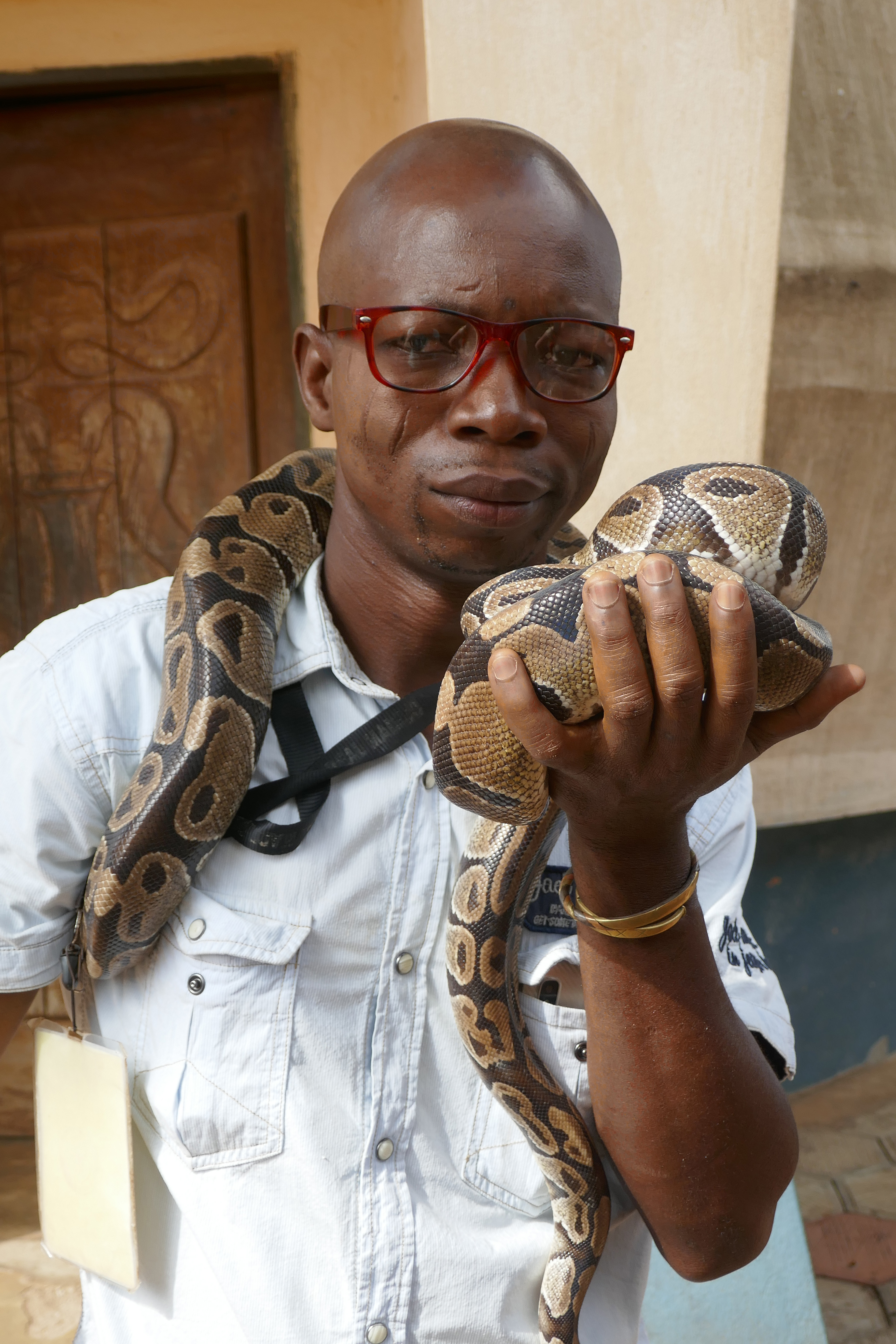
Python sacré

Le Bénin est un pays profondément religieux, largement animiste (culte vaudou), mais où la foi chrétienne (au sud) et l'islam (au nord) sont très vivaces en parallèle. Plusieurs hauts lieux de spiritualité attirent pèlerins, adeptes et touristes.
La grotte Notre-Dame d'Arigbo, à Dassa-Zoumè dans le département des Collines, est devenue en 1954 un lieu de pèlerinage catholique qui accueille chaque année des chrétiens venus du monde entier. 
Très présent dans la vie quotidienne de nombreux Béninois, particulièrement dans le sud du pays, le culte vaudou intrigue et fascine le touriste occidental. Aux curieux se mêlent aussi des descendants d'esclaves, spécialement venus des États-Unis lors du pèlerinage annuel à Ouidah le 10 janvier.
Dans la même ville, le Temple des Pythons, construit en 1863, est l'un des sanctuaires mythiques du Bénin. Cet espace sacré, avant tout destiné à honorer les quelques dizaines de serpents légendaires (mais vivants) qu'il abrite, attire chaque année des milliers de touristes. Certains n'hésitent pas à les faire passer autour de leur cou pour la photo : il s'agit de pythons royaux, une espèce inoffensive pour l'homme.

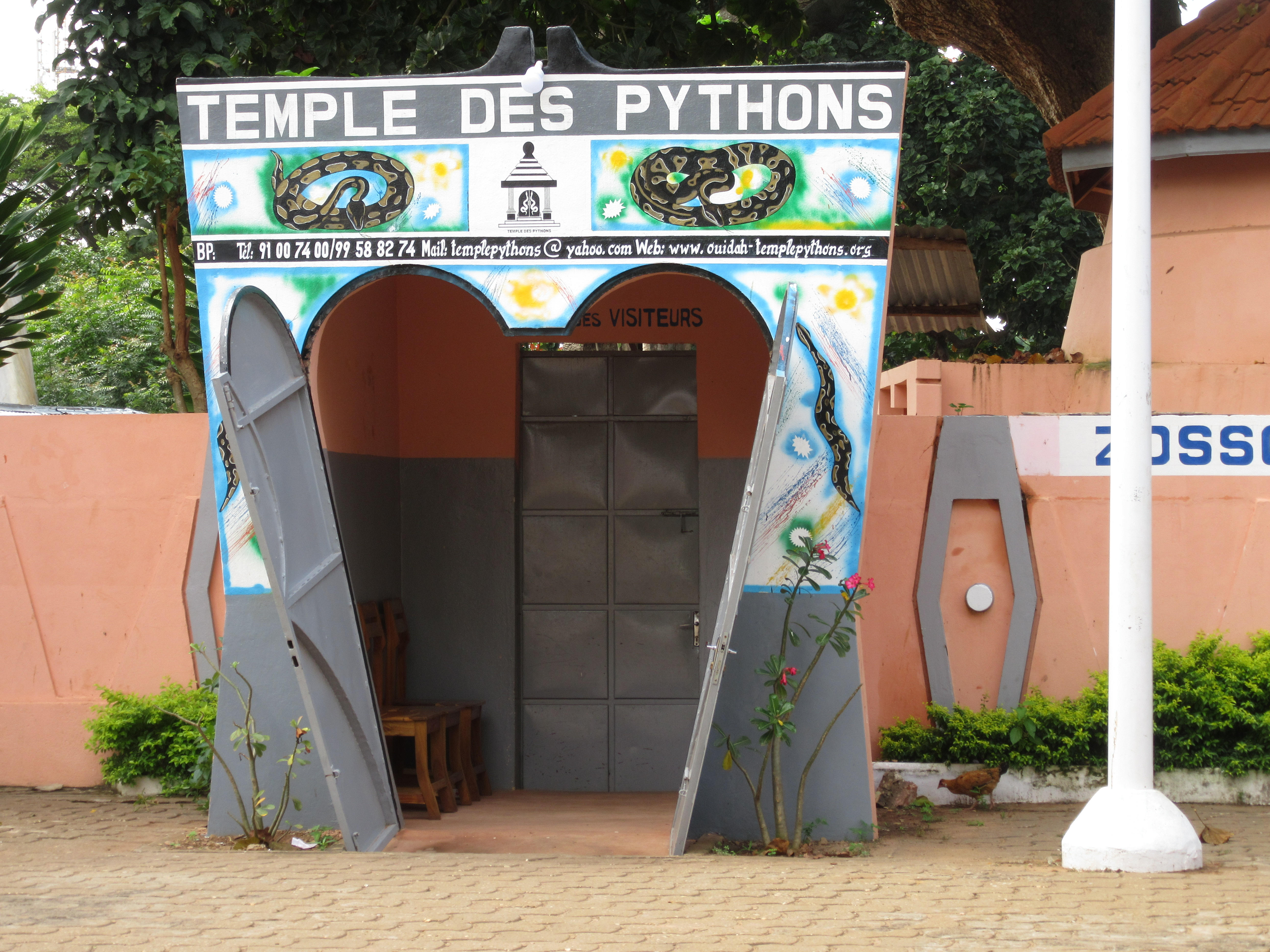
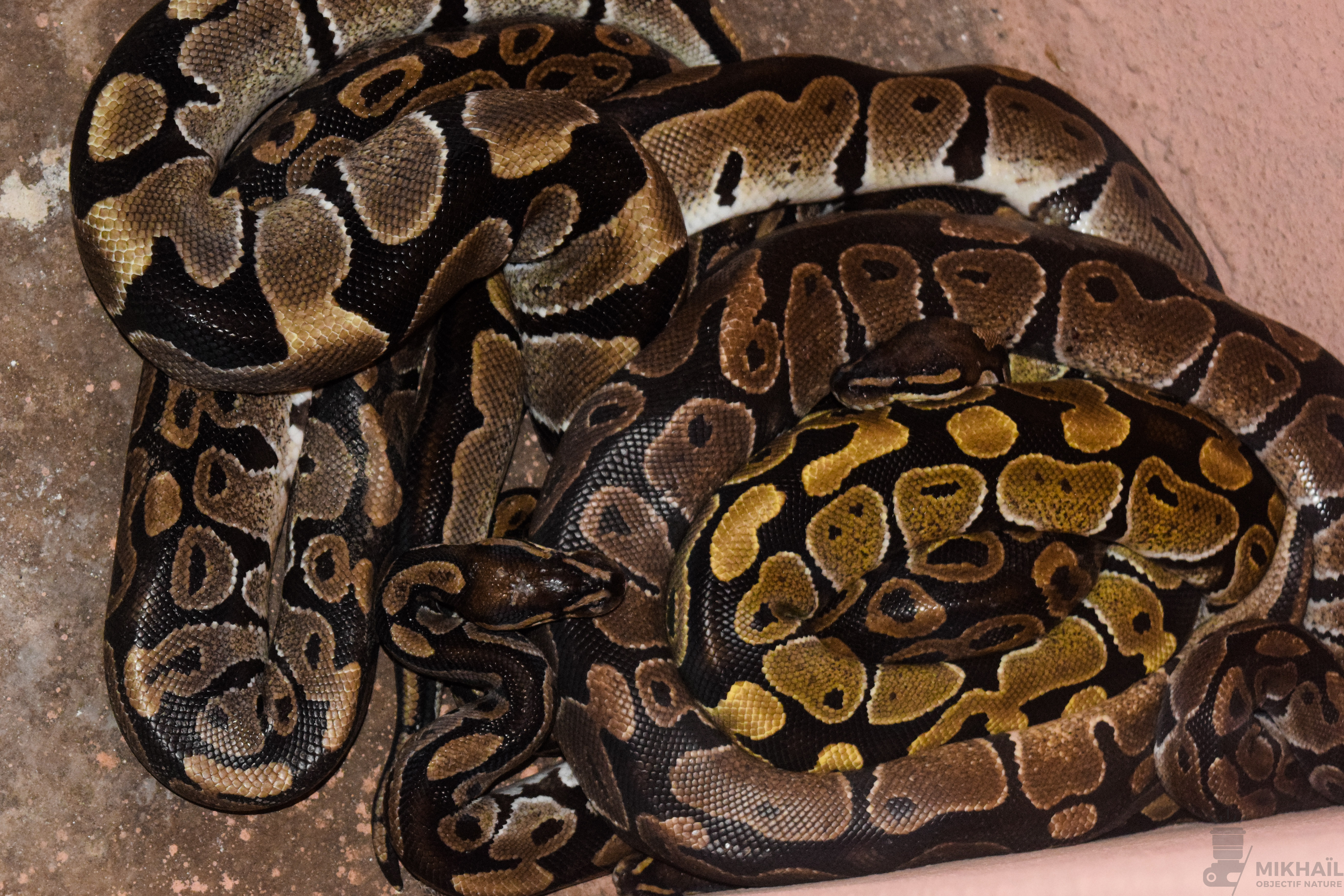
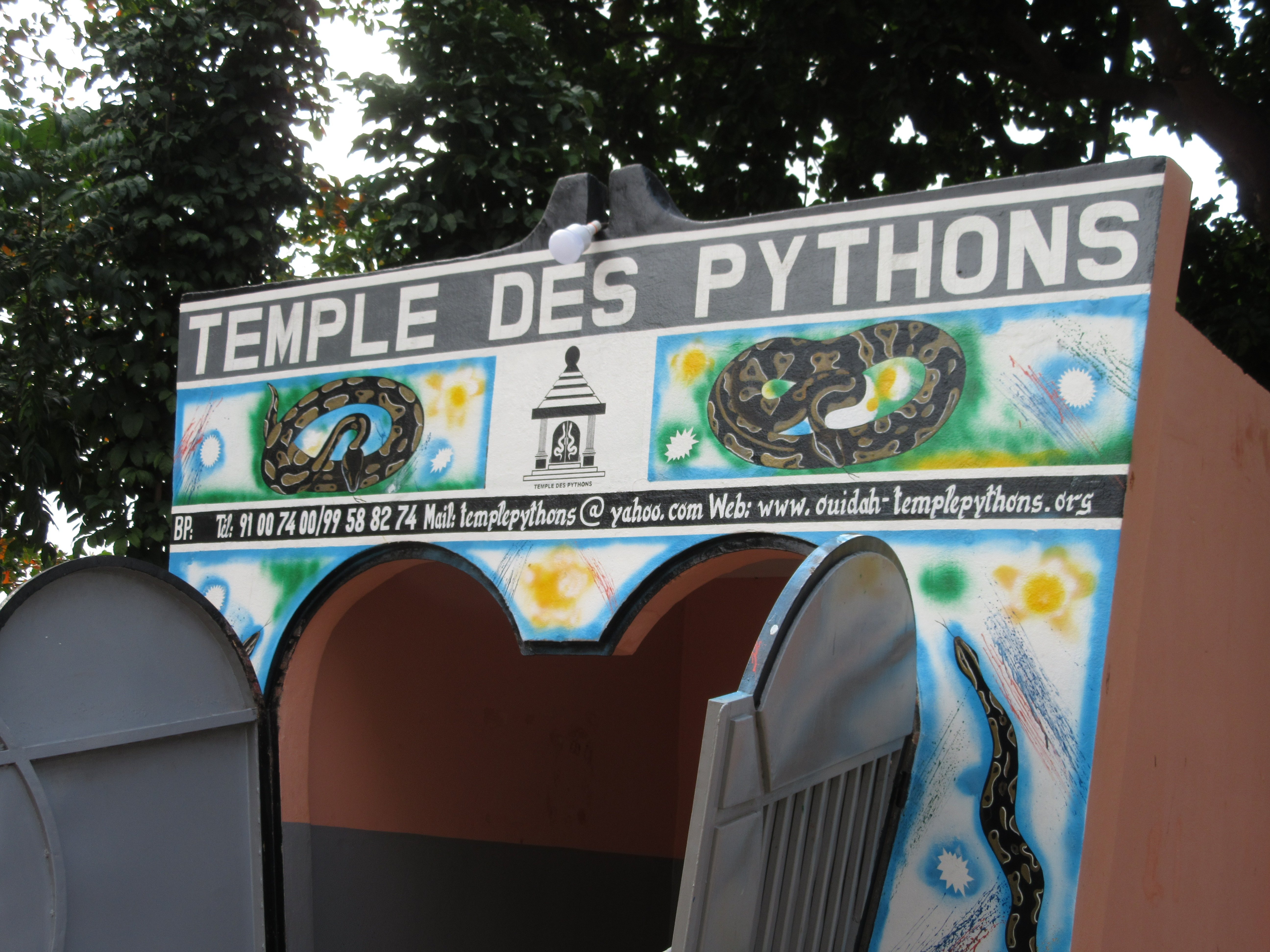

## Infrastructures
Une étude approfondie publiée en 2004 établissait que la plupart des établissements indépendants avaient été créés et exploités par des personnes qui n'étaient pas des professionnels de l’hôtellerie et que peu de chaînes et groupes hôteliers répondaient alors aux normes internationales, malgré l'aide de l'État ou de l'Agence française de développement pour certains établissements. Les taux d'occupation des hôtels étaient très bas. Aujourd'hui des difficultés liées à l'insuffisance des infrastructures de transport, d'hébergement et de mise en valeur subsistent. Leur résolution est à l'ordre du jour. 

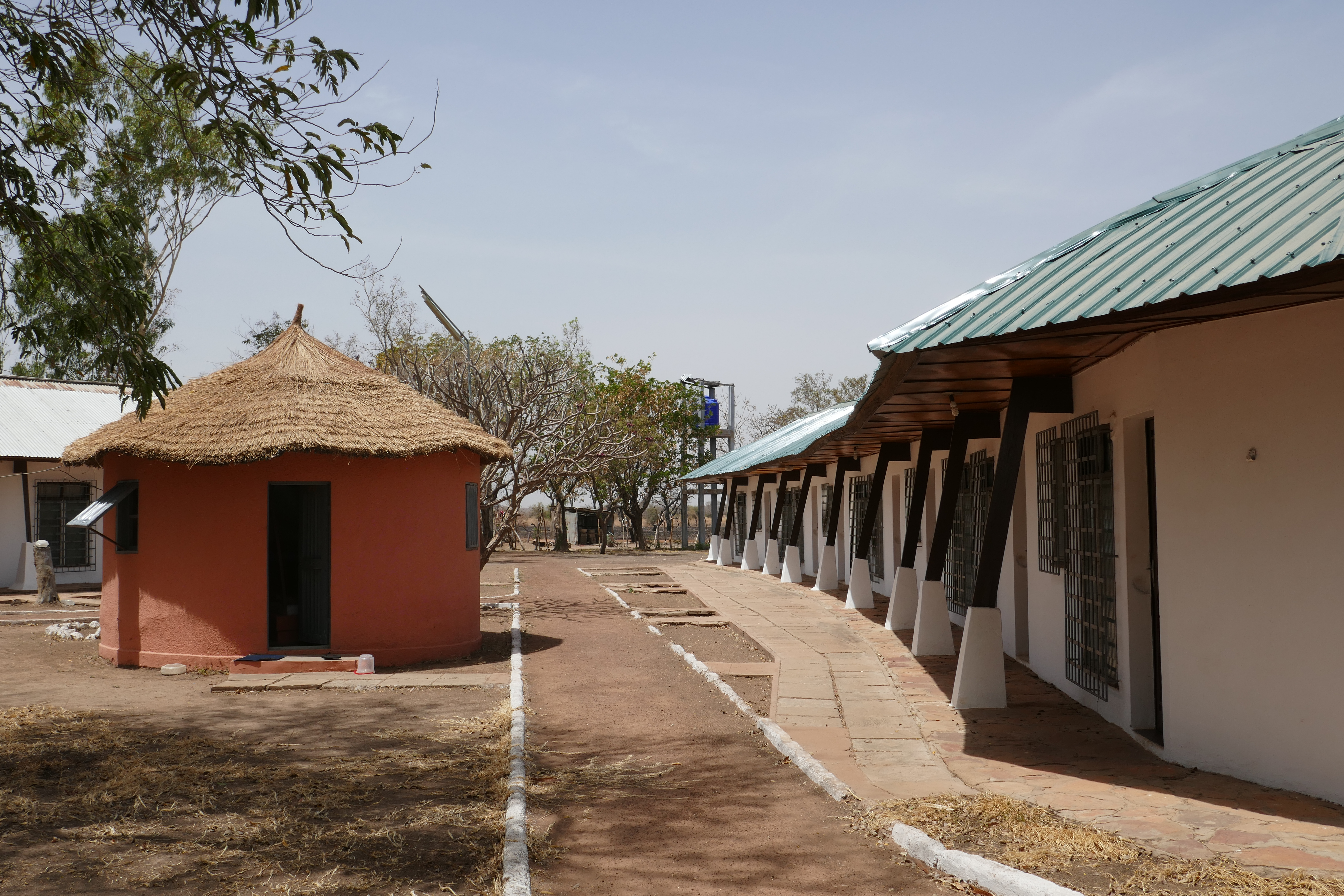
Campement au Parc national de la Pendjari
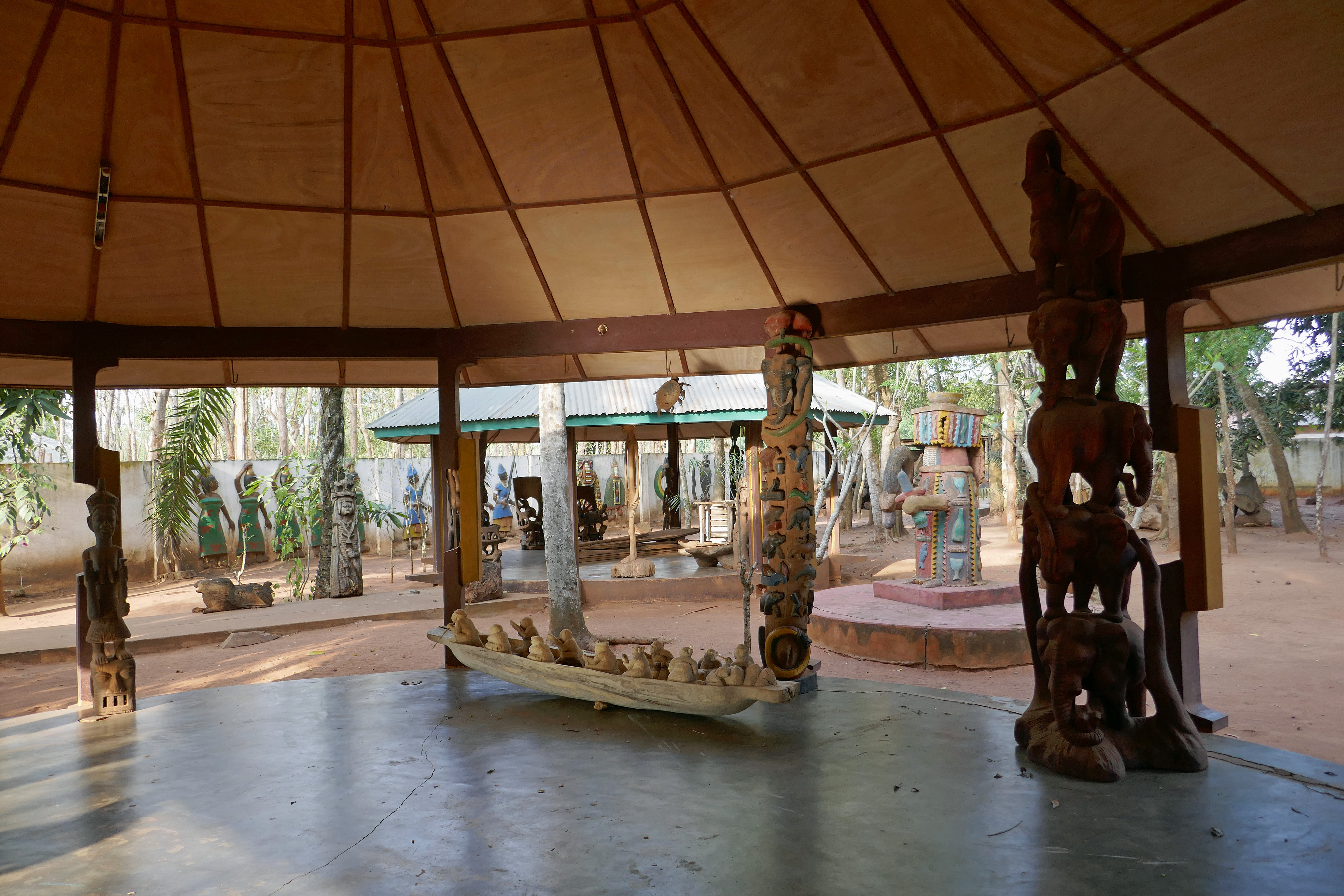
Parc d'un hôtel à Abomey
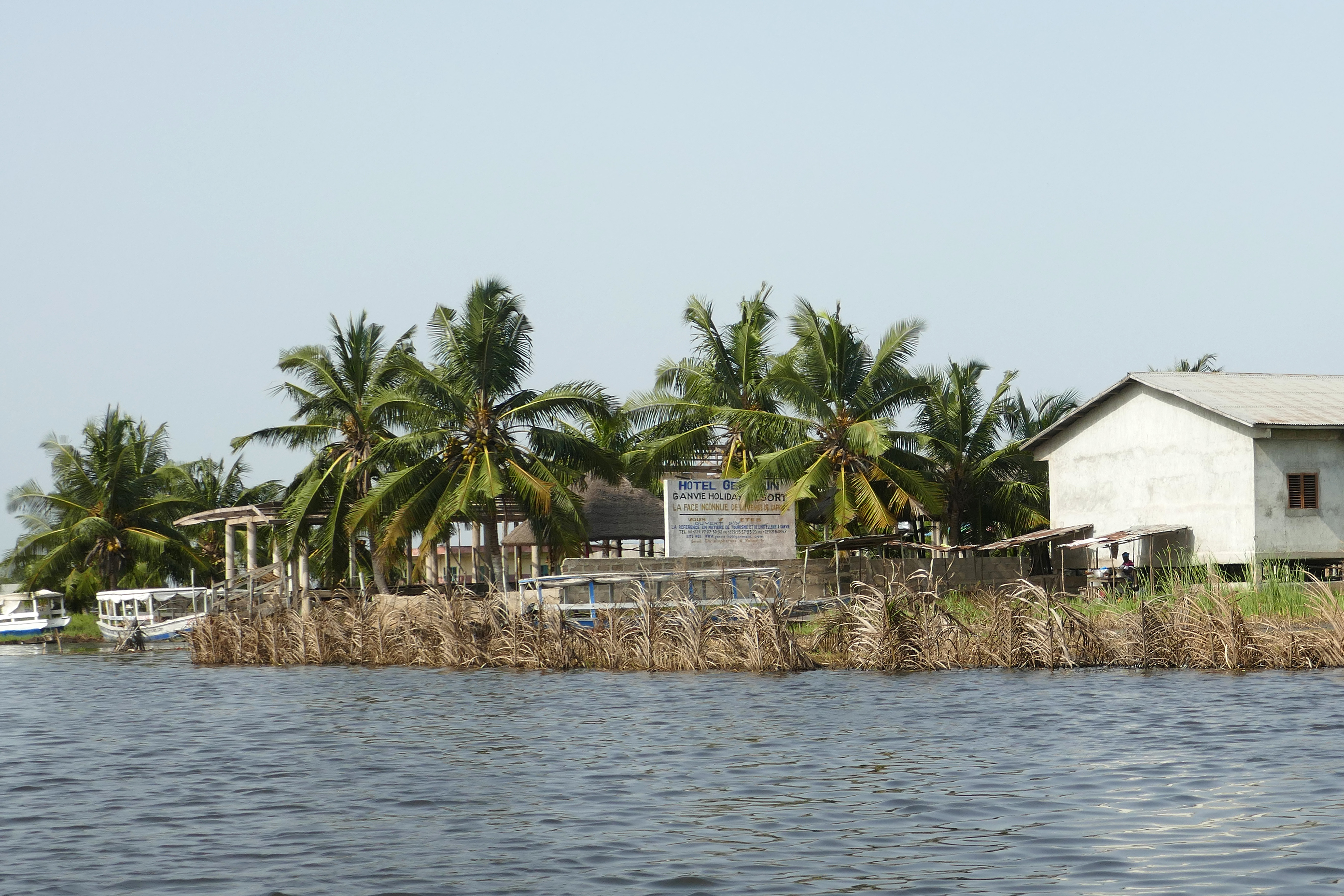
Hôtel à Ganvié
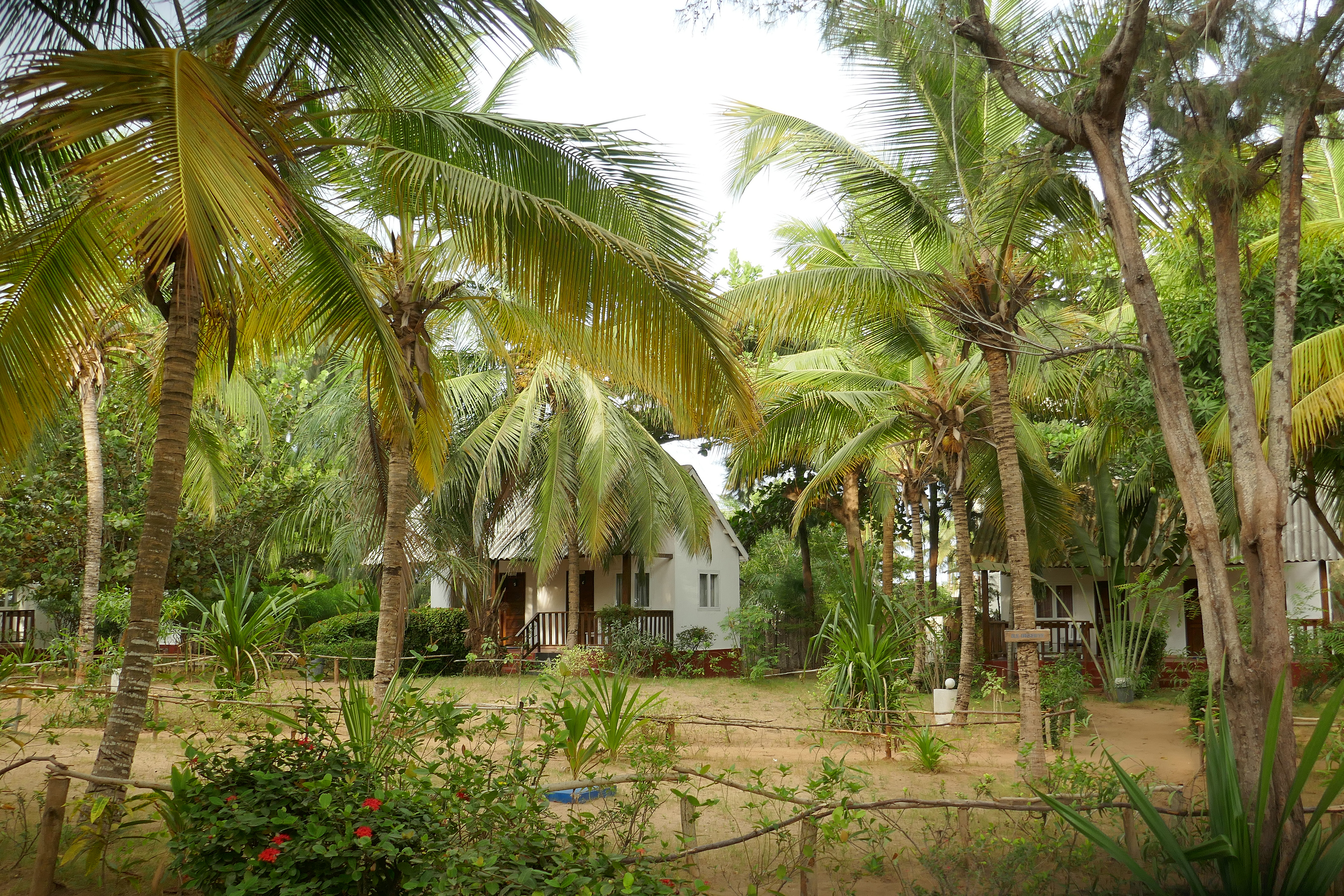
Bungalows à Grand-Popo
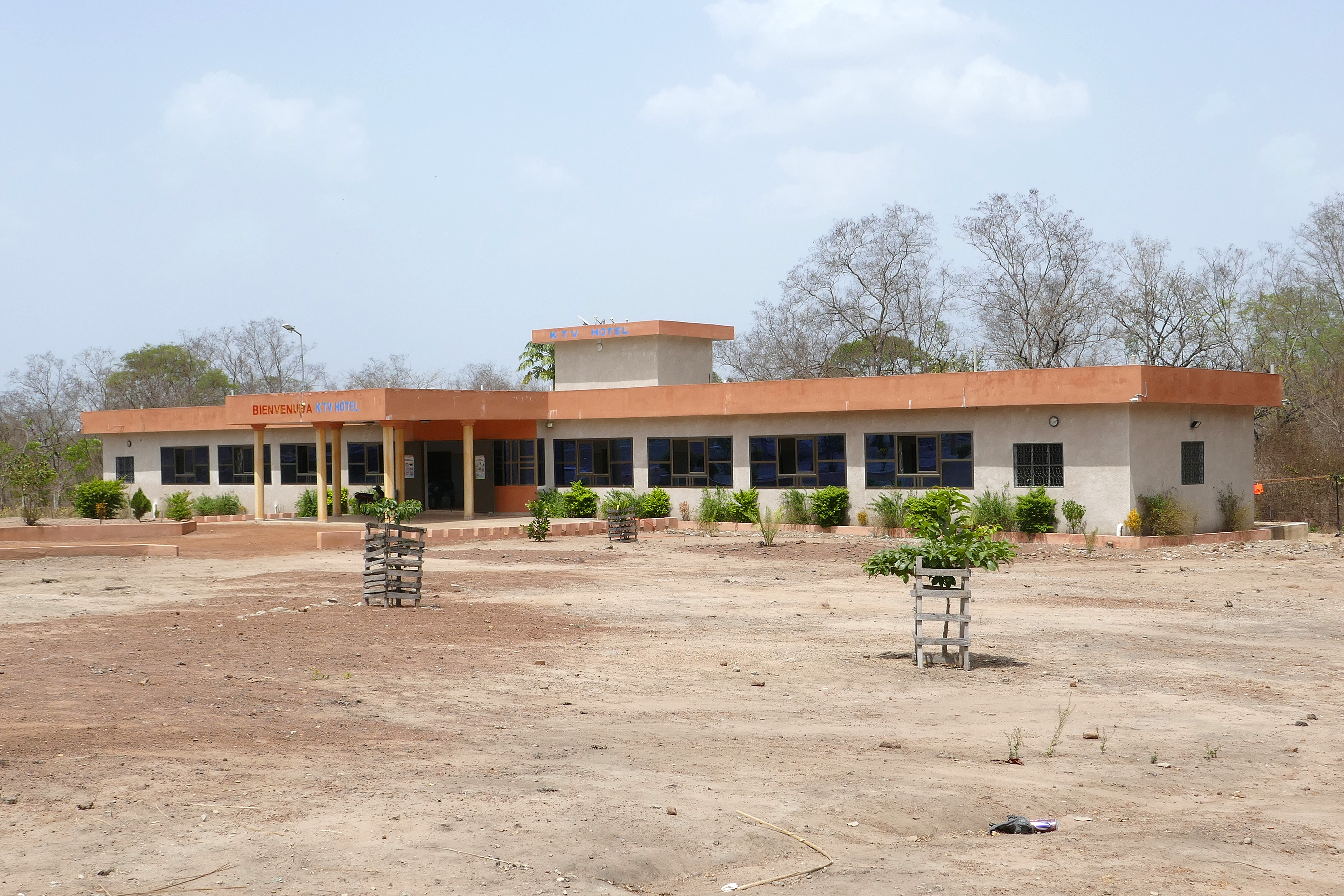
Nouvel hôtel dans la Donga
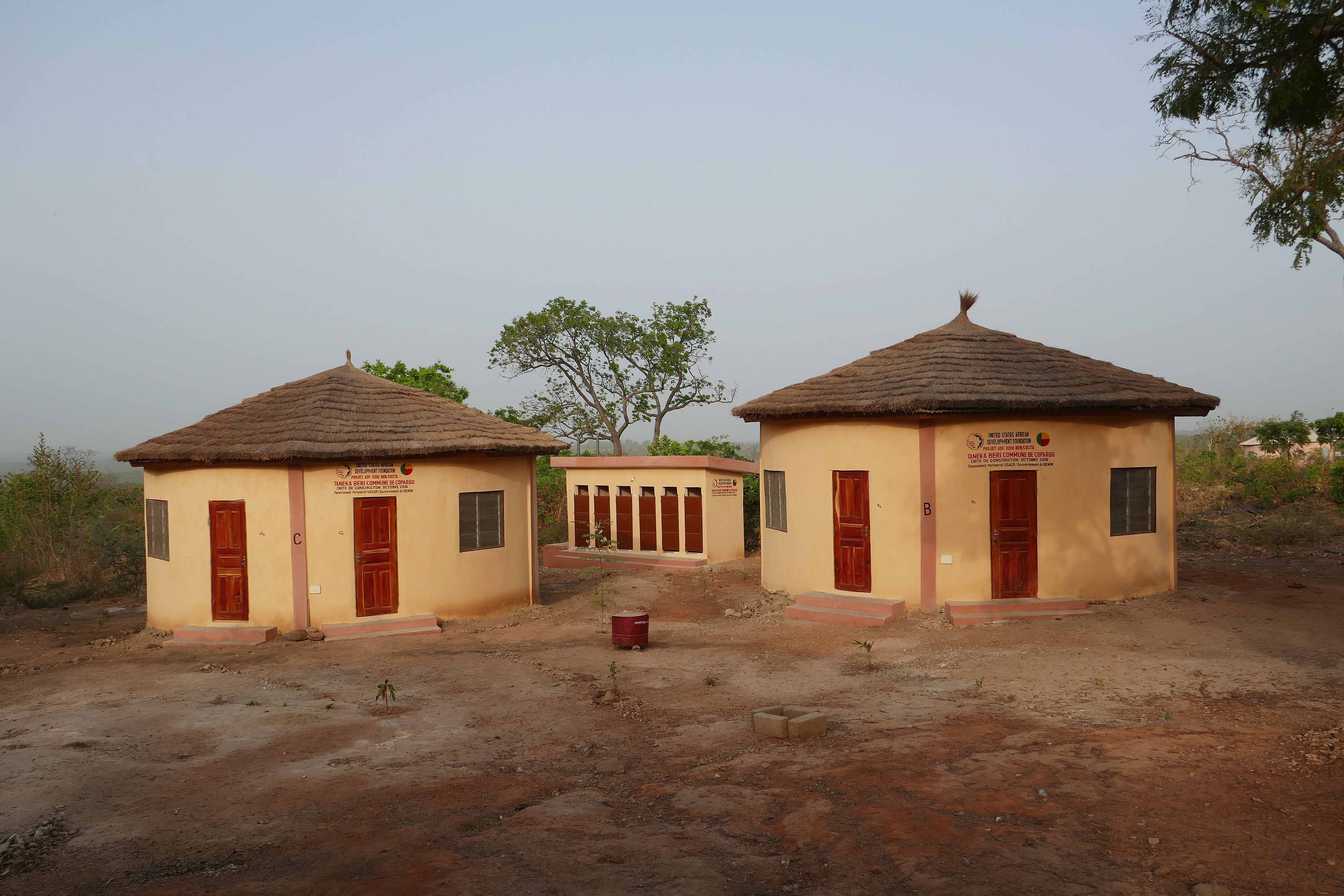
Campement à Tanéka Béri